# 2014-es U20-as jégkorong-világbajnokság
A 2014-es IIHF junior jégkorong-világbajnokság volt a 38. U20-as IIHF jégkorong-világbajnokság. A bajnokságnak a svédországi Malmö adott otthont. A fő helyszín a 13 700 férőhelyes Malmö Aréna, a másik pedig a 3800 férőhelyes Malmö Isstadion volt. A torna 2013. december 26. és 2014. január 5. között került megrendezésre.
A mérkőzésekre összesen 144 268 ember látogatott el, ami új rekord az Európában rendezett U20-as jégkorong-világbajnokságok között. A világbajnokságot a finn válogatott nyerte meg.

## Helyszínek
| Malmö Aréna Férőhelyek: 11 618 | Malmö Isstadion Férőhelyek: 3800 |
| ------------------------------ | -------------------------------- |
|                                |                                  |
| SWE – Malmö                    | SWE – Malmö                      |

## Játékvezetők
Az IIHF a következő 12 játékvezetőt és 10 vonalbírót választotta ki a bajnokságra.
| Játékvezetők - Tobias Björk - Antti Boman - Jacob Grumsen - René Hradil - Jozef Kubuš - Marcus Linde - Timothy Mayer - Steve Papp - Devin Piccott - Jevgenyij Romasko - Daniel Stricker - Marc Wiegand | Vonalbírók - Kenji Kosaka - Andreas Kowert - Benoit Martineau - Fraser McIntyre - Eduard Metalnyikov - Joris Müller - Henrik Pihlblad - Joonas Saha - Peter Šefčík - Rudolf Tosenovjan |

## Lebonyolítás
A főcsoport számára egy új rendszert vezettek be. Mindkét csoport négy legjobb helyezettje bejut a nyolcaddöntőkbe, míg a két ötödik helyezett részt vesz egy két győztes meccsig tartó rájátszásban a főcsoportban maradásért.

## Főcsoport

### Csoportkör
A kezdési időpontok helyi idő szerintiek (UTC+1).
| Jelmagyarázat                                   |
| ----------------------------------------------- |
| A csapat bejutott az egyenes kieséses szakaszba |
| A csapat kiesett a rájátszásba                  |

#### A csoport
| Nemzet           | M | Gy | HGy | HV | V | G+ | G- | Gk  | P  |
| ---------------- | - | -- | --- | -- | - | -- | -- | --- | -- |
| Kanada           | 4 | 3  | 0   | 1  | 0 | 19 | 12 | +7  | 10 |
| Egyesült Államok | 4 | 3  | 0   | 0  | 1 | 21 | 7  | +14 | 9  |
| Csehország       | 4 | 1  | 1   | 0  | 2 | 9  | 13 | −4  | 5  |
| Szlovákia        | 4 | 1  | 0   | 0  | 3 | 16 | 16 | 0   | 3  |
| Németország      | 4 | 1  | 0   | 0  | 3 | 7  | 24 | +17 | 3  |

| 2013. december 26. 13:30 | Németország | 2–7 (2–4, 0–2, 0–1) | Kanada | Malmö Isstadion Nézőszám: 1861 |

| Jegyzőkönyv | Jegyzőkönyv   | Jegyzőkönyv                                    | Jegyzőkönyv   | Jegyzőkönyv                                                                      |
| --- | ------------- | ---------------------------------------------- | ------------- | -------------------------------------------------------------------------------- |
| | Marvin Cupper | Kapusok                                        | Jake Paterson | Játékvezetők: René Hradil Jozef Kubuš Vonalbírók: Peter Šefčík Rudolf Tosenovjan |
| \| D. Saeftel (L. Palausch, P. Klopper) – 01:35 \| 1–0 \| \| \| \| 1–1 \| 06:21 – J. Anderson (F. Gauthier, M. Dumba) \| \| \| 1–2 \| 10:41 – A. Mantha (C. Lazar, J. Drouin) (PP) \| \| J. Moser (D. Kahun) (PP) – 15:59 \| 2–2 \| \| \| \| 2–3 \| 17:36 – A. Mantha (D. Pouliot, J. Drouin) \| \| \| 2–4 \| 18:29 – B. Horvat (S. Reinhart) \| \| \| 2–5 \| 26:45 – S. Reinhart (J. Morrissey, C. McDavid) \| \| \| 2–6 \| 31:28 – A. Mantha (J. Drouin, D. Pouliot) (PP) \| \| \| 2–7 \| 50:13 – N. Petan (C. McDavid) \| |               |                                                |               | Játékvezetők: René Hradil Jozef Kubuš Vonalbírók: Peter Šefčík Rudolf Tosenovjan |
| 10 perc | Büntetések    | 6 perc                                         |               | Játékvezetők: René Hradil Jozef Kubuš Vonalbírók: Peter Šefčík Rudolf Tosenovjan |
| 24 | Lövések       | 30                                             |               | Játékvezetők: René Hradil Jozef Kubuš Vonalbírók: Peter Šefčík Rudolf Tosenovjan |
| D. Saeftel (L. Palausch, P. Klopper) – 01:35 | 1–0           |                                                |               | Játékvezetők: René Hradil Jozef Kubuš Vonalbírók: Peter Šefčík Rudolf Tosenovjan |
| | 1–1           | 06:21 – J. Anderson (F. Gauthier, M. Dumba)    |               | Játékvezetők: René Hradil Jozef Kubuš Vonalbírók: Peter Šefčík Rudolf Tosenovjan |
| | 1–2           | 10:41 – A. Mantha (C. Lazar, J. Drouin) (PP)   |               | Játékvezetők: René Hradil Jozef Kubuš Vonalbírók: Peter Šefčík Rudolf Tosenovjan |
| J. Moser (D. Kahun) (PP) – 15:59 | 2–2           |                                                |               |                                                                                  |
| | 2–3           | 17:36 – A. Mantha (D. Pouliot, J. Drouin)      |               |                                                                                  |
| | 2–4           | 18:29 – B. Horvat (S. Reinhart)                |               |                                                                                  |
| | 2–5           | 26:45 – S. Reinhart (J. Morrissey, C. McDavid) |               |                                                                                  |
| | 2–6           | 31:28 – A. Mantha (J. Drouin, D. Pouliot) (PP) |               |                                                                                  |
| | 2–7           | 50:13 – N. Petan (C. McDavid)                  |               |                                                                                  |

| 2013. december 26. 17:30 | Csehország | 1–5 (0–2, 0–2, 1–1) | Egyesült Államok | Malmö Isstadion Nézőszám: 1321 |

| Jegyzőkönyv | Jegyzőkönyv   | Jegyzőkönyv                                       | Jegyzőkönyv | Jegyzőkönyv                                                                        |
| --- | ------------- | ------------------------------------------------- | ----------- | ---------------------------------------------------------------------------------- |
| | Daniel Dolejs | Kapusok                                           | Jon Gillies | Játékvezetők: Daniel Stricker Marc Wiegand Vonalbírók: Andreas Kowert Joris Müller |
| \| \| 0–1 \| 01:21 – R. Barber (M. Grzelcyk, N. Kerdiles) (PP) \| \| \| 0–2 \| 02:02 – W. Butcher (J. Eichel, R. Hartman) (PP) \| \| \| 0–3 \| 29:23 – H. Fasching (A. Copp) \| \| \| 0–4 \| 37:03 – J. Slavin (Q. Shore) \| \| M. Plutnar (D. Kampf, O. Kase) (PP) – 45:47 \| 1–4 \| \| \| \| 1–5 \| 57:49 – V. Hinostroza (T. DiPauli, C. Carrick) \| |               |                                                   |             | Játékvezetők: Daniel Stricker Marc Wiegand Vonalbírók: Andreas Kowert Joris Müller |
| 8 perc | Büntetések    | 6 perc                                            |             | Játékvezetők: Daniel Stricker Marc Wiegand Vonalbírók: Andreas Kowert Joris Müller |
| 24 | Lövések       | 33                                                |             | Játékvezetők: Daniel Stricker Marc Wiegand Vonalbírók: Andreas Kowert Joris Müller |
| | 0–1           | 01:21 – R. Barber (M. Grzelcyk, N. Kerdiles) (PP) |             | Játékvezetők: Daniel Stricker Marc Wiegand Vonalbírók: Andreas Kowert Joris Müller |
| | 0–2           | 02:02 – W. Butcher (J. Eichel, R. Hartman) (PP)   |             | Játékvezetők: Daniel Stricker Marc Wiegand Vonalbírók: Andreas Kowert Joris Müller |
| | 0–3           | 29:23 – H. Fasching (A. Copp)                     |             | Játékvezetők: Daniel Stricker Marc Wiegand Vonalbírók: Andreas Kowert Joris Müller |
| | 0–4           | 37:03 – J. Slavin (Q. Shore)                      |             |                                                                                    |
| M. Plutnar (D. Kampf, O. Kase) (PP) – 45:47 | 1–4           |                                                   |             |                                                                                    |
| | 1–5           | 57:49 – V. Hinostroza (T. DiPauli, C. Carrick)    |             |                                                                                    |

| 2013. december 27. 15:00 | Szlovákia | 9–2 (3–0, 3–1, 3–1) | Németország | Malmö Isstadion Nézőszám: 533 |

| Jegyzőkönyv | Jegyzőkönyv   | Jegyzőkönyv                               | Jegyzőkönyv   | Jegyzőkönyv                                                                         |
| --- | ------------- | ----------------------------------------- | ------------- | ----------------------------------------------------------------------------------- |
| | Richard Sabol | Kapusok                                   | Marvin Cupper | Játékvezetők: Antti Boman Jacob Grumsen Vonalbírók: Kenji Kosaka Eduard Metalnyikov |
| \| M. Kolena (D. Gríger, M. Réway) (PP) – 03:33 \| 1–0 \| \| \| M. Daňo (M. Lunter) – 12:38 \| 2–0 \| \| \| D. Gríger (M. Kolena, M. Réway) (PP) – 17:24 \| 3–0 \| \| \| M. Daňo (P. Cehlárik) – 21:57 \| 4–0 \| \| \| \| 4–1 \| 22:38 – D. Kahun (L. Draisaitl) \| \| M. Kolena (M. Réway, D. Gríger) – 26:31 \| 5–1 \| \| \| D. Gachulinec (S. Horanský, F. Mlynčár) – 30:38 \| 6–1 \| \| \| \| 6–2 \| 45:56 – J. Moser (L. Draisaitl, D. Kahun) \| \| M. Réway (D. Gríger) – 47:44 \| 7–2 \| \| \| M. Lunter (M. Daňo, P. Cehlárik) – 48:24 \| 8–2 \| \| \| S. Horanský (M. Valjent) – 57:30 \| 9–2 \| \| |               |                                           |               | Játékvezetők: Antti Boman Jacob Grumsen Vonalbírók: Kenji Kosaka Eduard Metalnyikov |
| 6 perc | Büntetések    | 4 perc                                    |               | Játékvezetők: Antti Boman Jacob Grumsen Vonalbírók: Kenji Kosaka Eduard Metalnyikov |
| 28 | Lövések       | 21                                        |               | Játékvezetők: Antti Boman Jacob Grumsen Vonalbírók: Kenji Kosaka Eduard Metalnyikov |
| M. Kolena (D. Gríger, M. Réway) (PP) – 03:33 | 1–0           |                                           |               | Játékvezetők: Antti Boman Jacob Grumsen Vonalbírók: Kenji Kosaka Eduard Metalnyikov |
| M. Daňo (M. Lunter) – 12:38 | 2–0           |                                           |               | Játékvezetők: Antti Boman Jacob Grumsen Vonalbírók: Kenji Kosaka Eduard Metalnyikov |
| D. Gríger (M. Kolena, M. Réway) (PP) – 17:24 | 3–0           |                                           |               | Játékvezetők: Antti Boman Jacob Grumsen Vonalbírók: Kenji Kosaka Eduard Metalnyikov |
| M. Daňo (P. Cehlárik) – 21:57 | 4–0           |                                           |               |                                                                                     |
| | 4–1           | 22:38 – D. Kahun (L. Draisaitl)           |               |                                                                                     |
| M. Kolena (M. Réway, D. Gríger) – 26:31 | 5–1           |                                           |               |                                                                                     |
| D. Gachulinec (S. Horanský, F. Mlynčár) – 30:38 | 6–1           |                                           |               |                                                                                     |
| | 6–2           | 45:56 – J. Moser (L. Draisaitl, D. Kahun) |               |                                                                                     |
| M. Réway (D. Gríger) – 47:44 | 7–2           |                                           |               |                                                                                     |
| M. Lunter (M. Daňo, P. Cehlárik) – 48:24 | 8–2           |                                           |               |                                                                                     |
| S. Horanský (M. Valjent) – 57:30 | 9–2           |                                           |               |                                                                                     |

| 2013. december 28. 13:30 | Egyesült Államok | 6–3 (2–0, 1–2, 3–1) | Szlovákia | Malmö Isstadion Nézőszám: 1658 |

| Jegyzőkönyv | Jegyzőkönyv | Jegyzőkönyv                                  | Jegyzőkönyv   | Jegyzőkönyv                                                                       |
| --- | ----------- | -------------------------------------------- | ------------- | --------------------------------------------------------------------------------- |
| | Jon Gillies | Kapusok                                      | Richard Sabol | Játékvezetők: Steve Papp Jevgenyij Romasko Vonalbírók: Andreas Kowert Joonas Saha |
| \| J. Eichel (R. Hartman, W. Butcher (PP) – 16:53 \| 1–0 \| \| \| D. O'Regan (M. Grzelcyk, N. Kerdiles) (PP) – 19:59 \| 2–0 \| \| \| R. Hartman (W. Butcher, J. Eichel) (PP) – 24:22 \| 3–0 \| \| \| \| 3–1 \| 31:04 – M. Kolena (P. Cehlárik) (PP) \| \| \| 3–2 \| 32:57 – M. Réway (D. Gríger, M. Kolena) (PP) \| \| M. Grzelcyk (C. Carrick, T. DiPauli) – 49:33 \| 4–2 \| \| \| S. Matteau (A. Copp, H. Fasching) – 54:15 \| 5–2 \| \| \| R. Barber (A. Copp, N. Kerdiles) – 56:34 \| 6–2 \| \| \| \| 6–3 \| 57:52 – M. Réway (D. Gríger, D. Gachulinec) \| |             |                                              |               | Játékvezetők: Steve Papp Jevgenyij Romasko Vonalbírók: Andreas Kowert Joonas Saha |
| 12 perc | Büntetések  | 10 perc                                      |               | Játékvezetők: Steve Papp Jevgenyij Romasko Vonalbírók: Andreas Kowert Joonas Saha |
| 47 | Lövések     | 30                                           |               | Játékvezetők: Steve Papp Jevgenyij Romasko Vonalbírók: Andreas Kowert Joonas Saha |
| J. Eichel (R. Hartman, W. Butcher (PP) – 16:53 | 1–0         |                                              |               | Játékvezetők: Steve Papp Jevgenyij Romasko Vonalbírók: Andreas Kowert Joonas Saha |
| D. O'Regan (M. Grzelcyk, N. Kerdiles) (PP) – 19:59 | 2–0         |                                              |               | Játékvezetők: Steve Papp Jevgenyij Romasko Vonalbírók: Andreas Kowert Joonas Saha |
| R. Hartman (W. Butcher, J. Eichel) (PP) – 24:22 | 3–0         |                                              |               | Játékvezetők: Steve Papp Jevgenyij Romasko Vonalbírók: Andreas Kowert Joonas Saha |
| | 3–1         | 31:04 – M. Kolena (P. Cehlárik) (PP)         |               |                                                                                   |
| | 3–2         | 32:57 – M. Réway (D. Gríger, M. Kolena) (PP) |               |                                                                                   |
| M. Grzelcyk (C. Carrick, T. DiPauli) – 49:33 | 4–2         |                                              |               |                                                                                   |
| S. Matteau (A. Copp, H. Fasching) – 54:15 | 5–2         |                                              |               |                                                                                   |
| R. Barber (A. Copp, N. Kerdiles) – 56:34 | 6–2         |                                              |               |                                                                                   |
| | 6–3         | 57:52 – M. Réway (D. Gríger, D. Gachulinec)  |               |                                                                                   |

| 2013. december 28. 17:30 | Kanada | 4–5 (sz.) (1–1, 0–1, 3–2) (h.u.: 0–0) (sz.: 1–2) | Csehország | Malmö Isstadion Nézőszám: 3011 |

| Jegyzőkönyv | Jegyzőkönyv   | Jegyzőkönyv                  | Jegyzőkönyv     | Jegyzőkönyv                                                                              |
| --- | ------------- | ---------------------------- | --------------- | ---------------------------------------------------------------------------------------- |
| | Jake Paterson | Kapusok                      | Marek Langhamer | Játékvezetők: Jacob Grumsen Timothy Mayer Vonalbírók: Eduard Metalnyikov Henrik Pihlblad |
| \| \| 0–1 \| 07:10 – D. Kämpf (O. Kaše) \| \| S. Reinhart (B. Horvat, C. McDavid) (PP) – 15:50 \| 1–1 \| \| \| \| 1–2 \| 37:16 – M. Plutnar \| \| J. Drouin (S. Reinhart, A. Mantha) (PP) – 40:24 \| 2–2 \| \| \| \| 2–3 \| 44:07 – V. Tomeček \| \| A. Ekblad (S. Laughton, C. Lazar) (SH) – 51:09 \| 3–3 \| \| \| \| 3–4 \| 52:45 – J. Vrána (PP) \| \| C. Hudon (A. Mantha, J. Drouin) – 53:01 \| 4–4 \| \| |               |                              |                 | Játékvezetők: Jacob Grumsen Timothy Mayer Vonalbírók: Eduard Metalnyikov Henrik Pihlblad |
| J. Drouin N. Petan C. McDavid | Szétlövés     | O. Kaše D. Pastrňák D. Simon |                 | Játékvezetők: Jacob Grumsen Timothy Mayer Vonalbírók: Eduard Metalnyikov Henrik Pihlblad |
| 12 perc | Büntetések    | 12 perc                      |                 | Játékvezetők: Jacob Grumsen Timothy Mayer Vonalbírók: Eduard Metalnyikov Henrik Pihlblad |
| 29 | Lövések       | 29                           |                 | Játékvezetők: Jacob Grumsen Timothy Mayer Vonalbírók: Eduard Metalnyikov Henrik Pihlblad |
| | 0–1           | 07:10 – D. Kämpf (O. Kaše)   |                 | Játékvezetők: Jacob Grumsen Timothy Mayer Vonalbírók: Eduard Metalnyikov Henrik Pihlblad |
| S. Reinhart (B. Horvat, C. McDavid) (PP) – 15:50 | 1–1           |                              |                 | Játékvezetők: Jacob Grumsen Timothy Mayer Vonalbírók: Eduard Metalnyikov Henrik Pihlblad |
| | 1–2           | 37:16 – M. Plutnar           |                 |                                                                                          |
| J. Drouin (S. Reinhart, A. Mantha) (PP) – 40:24 | 2–2           |                              |                 |                                                                                          |
| | 2–3           | 44:07 – V. Tomeček           |                 |                                                                                          |
| A. Ekblad (S. Laughton, C. Lazar) (SH) – 51:09 | 3–3           |                              |                 |                                                                                          |
| | 3–4           | 52:45 – J. Vrána (PP)        |                 |                                                                                          |
| C. Hudon (A. Mantha, J. Drouin) – 53:01 | 4–4           |                              |                 |                                                                                          |

| 2013. december 29. 15:00 | Németország | 0–8 (0–2, 0–4, 0–2) | Egyesült Államok | Malmö Isstadion Nézőszám: 651 |

| Jegyzőkönyv | Jegyzőkönyv               | Jegyzőkönyv                                        | Jegyzőkönyv     | Jegyzőkönyv                                                                        |
| --- | ------------------------- | -------------------------------------------------- | --------------- | ---------------------------------------------------------------------------------- |
| | Patrick Klein Kevin Reich | Kapusok                                            | Anthony Stolarz | Játékvezetők: Marcus Linde Devin Piccott Vonalbírók: Joonas Saha Rudolf Tosenovjan |
| \| \| 0–1 \| 08:09 – H. Fasching (A. Copp, B. Skjei) \| \| \| 0–2 \| 11:56 – N. Kerdiles (V. Hinostroza) (PP) \| \| \| 0–3 \| 22:21 – W. Butcher (J. Eichel, A. Erne) (PP2) \| \| \| 0–4 \| 23:27 – V. Hinostroza (A. Copp, C. Carrick) (PP) \| \| \| 0–5 \| 31:46 – R. Barber (M. Grzelcyk) (PP) \| \| \| 0–6 \| 33:57 – M. Grzelcyk (R. Barber) (PP2) \| \| \| 0–7 \| 50:04 – S. Santini (M. Grzelcyk, N. Kerdiles) (PP) \| \| \| 0–8 \| 53:46 – V. Hinostroza (Q. Shore) \| |                           |                                                    |                 | Játékvezetők: Marcus Linde Devin Piccott Vonalbírók: Joonas Saha Rudolf Tosenovjan |
| 45 perc | Büntetések                | 8 perc                                             |                 | Játékvezetők: Marcus Linde Devin Piccott Vonalbírók: Joonas Saha Rudolf Tosenovjan |
| 15 | Lövések                   | 53                                                 |                 | Játékvezetők: Marcus Linde Devin Piccott Vonalbírók: Joonas Saha Rudolf Tosenovjan |
| | 0–1                       | 08:09 – H. Fasching (A. Copp, B. Skjei)            |                 | Játékvezetők: Marcus Linde Devin Piccott Vonalbírók: Joonas Saha Rudolf Tosenovjan |
| | 0–2                       | 11:56 – N. Kerdiles (V. Hinostroza) (PP)           |                 | Játékvezetők: Marcus Linde Devin Piccott Vonalbírók: Joonas Saha Rudolf Tosenovjan |
| | 0–3                       | 22:21 – W. Butcher (J. Eichel, A. Erne) (PP2)      |                 | Játékvezetők: Marcus Linde Devin Piccott Vonalbírók: Joonas Saha Rudolf Tosenovjan |
| | 0–4                       | 23:27 – V. Hinostroza (A. Copp, C. Carrick) (PP)   |                 |                                                                                    |
| | 0–5                       | 31:46 – R. Barber (M. Grzelcyk) (PP)               |                 |                                                                                    |
| | 0–6                       | 33:57 – M. Grzelcyk (R. Barber) (PP2)              |                 |                                                                                    |
| | 0–7                       | 50:04 – S. Santini (M. Grzelcyk, N. Kerdiles) (PP) |                 |                                                                                    |
| | 0–8                       | 53:46 – V. Hinostroza (Q. Shore)                   |                 |                                                                                    |

| 2013. december 30. 13:30 | Csehország | 0–3 (0–1, 0–2, 0-0) | Németország | Malmö Isstadion Nézőszám: 1062 |

| Jegyzőkönyv | Jegyzőkönyv     | Jegyzőkönyv                             | Jegyzőkönyv   | Jegyzőkönyv                                                                          |
| --- | --------------- | --------------------------------------- | ------------- | ------------------------------------------------------------------------------------ |
| | Marek Langhamer | Kapusok                                 | Marvin Cupper | Játékvezetők: Tobias Björk Steve Papp Vonalbírók: Eduard Metalnyikov Henrik Pilhblad |
| \| \| 0–1 \| 14:25 – F. Tiffels (J. Moser, D. Kahun) \| \| \| 0–2 \| 35:24 – D. Kahun (F. Tiffels) \| \| \| 0–3 \| 37:51 – F. Tiffels (T. Bender) (PP) \| |                 |                                         |               | Játékvezetők: Tobias Björk Steve Papp Vonalbírók: Eduard Metalnyikov Henrik Pilhblad |
| 12 perc | Büntetések      | 8 perc                                  |               | Játékvezetők: Tobias Björk Steve Papp Vonalbírók: Eduard Metalnyikov Henrik Pilhblad |
| 40 | Lövések         | 34                                      |               | Játékvezetők: Tobias Björk Steve Papp Vonalbírók: Eduard Metalnyikov Henrik Pilhblad |
| | 0–1             | 14:25 – F. Tiffels (J. Moser, D. Kahun) |               | Játékvezetők: Tobias Björk Steve Papp Vonalbírók: Eduard Metalnyikov Henrik Pilhblad |
| | 0–2             | 35:24 – D. Kahun (F. Tiffels)           |               | Játékvezetők: Tobias Björk Steve Papp Vonalbírók: Eduard Metalnyikov Henrik Pilhblad |
| | 0–3             | 37:51 – F. Tiffels (T. Bender) (PP)     |               | Játékvezetők: Tobias Björk Steve Papp Vonalbírók: Eduard Metalnyikov Henrik Pilhblad |

| 2013. december 30. 17:30 | Kanada | 5–3 (1–1, 1–2, 3–0) | Szlovákia | Malmö Isstadion Nézőszám: 2558 |

| Jegyzőkönyv | Jegyzőkönyv | Jegyzőkönyv                                         | Jegyzőkönyv  | Jegyzőkönyv                                                                         |
| --- | ----------- | --------------------------------------------------- | ------------ | ----------------------------------------------------------------------------------- |
| | Zach Fucale | Kapusok                                             | Samuel Baros | Játékvezetők: René Hradil Jevgenyij Romasko Vonalbírók: Kenji Kosaka Andreas Kowert |
| \| \| 0–1 \| 01:40 – D. Gríger (J. Predajniansky, M. Réway) (PP) \| \| C. Lazar (A. Mantha, N. Petan) (PP) – 18:12 \| 1–1 \| \| \| \| 1–2 \| 27:07 – M. Réway (D. Gríger, M. Kolena) (PP2) \| \| \| 1–3 \| 32:33 - D. Gríger (M. Réway, M. Kolena) (PP) \| \| A. Mantha (A. Ekblad, J. Drouin) – 37:00 \| 2–3 \| \| \| J. Drouin (A. Mantha) – 54:02 \| 3–3 \| \| \| N. Petan (A. Mantha, D. Pouliot) (PP) – 57:14 \| 4–3 \| \| \| N. Petan (S. Reinhart, C. Lazar) (EN) – 58:39 \| 5–3 \| \| |             |                                                     |              | Játékvezetők: René Hradil Jevgenyij Romasko Vonalbírók: Kenji Kosaka Andreas Kowert |
| 22 perc | Büntetések  | 10 perc                                             |              | Játékvezetők: René Hradil Jevgenyij Romasko Vonalbírók: Kenji Kosaka Andreas Kowert |
| 49 | Lövések     | 22                                                  |              | Játékvezetők: René Hradil Jevgenyij Romasko Vonalbírók: Kenji Kosaka Andreas Kowert |
| | 0–1         | 01:40 – D. Gríger (J. Predajniansky, M. Réway) (PP) |              | Játékvezetők: René Hradil Jevgenyij Romasko Vonalbírók: Kenji Kosaka Andreas Kowert |
| C. Lazar (A. Mantha, N. Petan) (PP) – 18:12 | 1–1         |                                                     |              | Játékvezetők: René Hradil Jevgenyij Romasko Vonalbírók: Kenji Kosaka Andreas Kowert |
| | 1–2         | 27:07 – M. Réway (D. Gríger, M. Kolena) (PP2)       |              | Játékvezetők: René Hradil Jevgenyij Romasko Vonalbírók: Kenji Kosaka Andreas Kowert |
| | 1–3         | 32:33 - D. Gríger (M. Réway, M. Kolena) (PP)        |              |                                                                                     |
| A. Mantha (A. Ekblad, J. Drouin) – 37:00 | 2–3         |                                                     |              |                                                                                     |
| J. Drouin (A. Mantha) – 54:02 | 3–3         |                                                     |              |                                                                                     |
| N. Petan (A. Mantha, D. Pouliot) (PP) – 57:14 | 4–3         |                                                     |              |                                                                                     |
| N. Petan (S. Reinhart, C. Lazar) (EN) – 58:39 | 5–3         |                                                     |              |                                                                                     |

| 2013. december 31. 13:30 | Szlovákia | 1–4 (0–2, 1–2, 0–0) | Csehország | Malmö Isstadion Nézőszám: 1259 |

| Jegyzőkönyv | Jegyzőkönyv                | Jegyzőkönyv                                        | Jegyzőkönyv     | Jegyzőkönyv                                                                    |
| --- | -------------------------- | -------------------------------------------------- | --------------- | ------------------------------------------------------------------------------ |
| | Samuel Baros Richard Sabol | Kapusok                                            | Marek Langhamer | Játékvezetők: Antti Boman Marcus Linde Vonalbírók: Henrik Pilhblad Joonas Saha |
| \| \| 0–1 \| 00:18 – D. Pastrnak (M. Procházka) \| \| \| 0–2 \| 03:54 – O. Kase (J. Kostalek) \| \| \| 0–3 \| 22:00 – M. Procházka (D. Simon) \| \| \| 0–4 \| 26:46 – P. Sidlik (M. Procházka, D. Pastrnak) (PP) \| \| M. Kolena (D. Gríger, M. Réway) – 39:56 \| 1–4 \| \| |                            |                                                    |                 | Játékvezetők: Antti Boman Marcus Linde Vonalbírók: Henrik Pilhblad Joonas Saha |
| 10 perc | Büntetések                 | 33 perc                                            |                 | Játékvezetők: Antti Boman Marcus Linde Vonalbírók: Henrik Pilhblad Joonas Saha |
| 32 | Lövések                    | 28                                                 |                 | Játékvezetők: Antti Boman Marcus Linde Vonalbírók: Henrik Pilhblad Joonas Saha |
| | 0–1                        | 00:18 – D. Pastrnak (M. Procházka)                 |                 | Játékvezetők: Antti Boman Marcus Linde Vonalbírók: Henrik Pilhblad Joonas Saha |
| | 0–2                        | 03:54 – O. Kase (J. Kostalek)                      |                 | Játékvezetők: Antti Boman Marcus Linde Vonalbírók: Henrik Pilhblad Joonas Saha |
| | 0–3                        | 22:00 – M. Procházka (D. Simon)                    |                 | Játékvezetők: Antti Boman Marcus Linde Vonalbírók: Henrik Pilhblad Joonas Saha |
| | 0–4                        | 26:46 – P. Sidlik (M. Procházka, D. Pastrnak) (PP) |                 |                                                                                |
| M. Kolena (D. Gríger, M. Réway) – 39:56 | 1–4                        |                                                    |                 |                                                                                |

| 2013. december 31. 17:30 | Egyesült Államok | 2–3 (0–0, 1–1, 1–2) | Kanada | Malmö Isstadion Nézőszám: 3882 |

| Jegyzőkönyv | Jegyzőkönyv | Jegyzőkönyv                                  | Jegyzőkönyv | Jegyzőkönyv                                                                              |
| --- | ----------- | -------------------------------------------- | ----------- | ---------------------------------------------------------------------------------------- |
| | Jon Gillies | Kapusok                                      | Zach Fucale | Játékvezetők: Tobias Björk Daniel Stricker Vonalbírók: Andreas Kowert Eduard Metalnyikov |
| \| R. Barber (J. Slavin, N. Kerdiles) (SH) – 23:29 \| 1–0 \| \| \| \| 1–1 \| 32:19 – N. Petan (A. Mantha) \| \| \| 1–2 \| 43:54 – C. McDavid (B. Horvat, J. Morrissey) \| \| \| 1–3 \| 46:13 – C. Lazar (J. Drouin) (PP) \| \| S. Matteau (H. Fasching, W. Butcher) – 57:15 \| 2–3 \| \| |             |                                              |             | Játékvezetők: Tobias Björk Daniel Stricker Vonalbírók: Andreas Kowert Eduard Metalnyikov |
| 10 perc | Büntetések  | 6 perc                                       |             | Játékvezetők: Tobias Björk Daniel Stricker Vonalbírók: Andreas Kowert Eduard Metalnyikov |
| 26 | Lövések     | 24                                           |             | Játékvezetők: Tobias Björk Daniel Stricker Vonalbírók: Andreas Kowert Eduard Metalnyikov |
| R. Barber (J. Slavin, N. Kerdiles) (SH) – 23:29 | 1–0         |                                              |             | Játékvezetők: Tobias Björk Daniel Stricker Vonalbírók: Andreas Kowert Eduard Metalnyikov |
| | 1–1         | 32:19 – N. Petan (A. Mantha)                 |             | Játékvezetők: Tobias Björk Daniel Stricker Vonalbírók: Andreas Kowert Eduard Metalnyikov |
| | 1–2         | 43:54 – C. McDavid (B. Horvat, J. Morrissey) |             | Játékvezetők: Tobias Björk Daniel Stricker Vonalbírók: Andreas Kowert Eduard Metalnyikov |
| | 1–3         | 46:13 – C. Lazar (J. Drouin) (PP)            |             |                                                                                          |
| S. Matteau (H. Fasching, W. Butcher) – 57:15 | 2–3         |                                              |             |                                                                                          |

#### B csoport
| Nemzet      | M | Gy | HGy | HV | V | G+ | G- | Gk  | P  |
| ----------- | - | -- | --- | -- | - | -- | -- | --- | -- |
| Svédország  | 4 | 4  | 0   | 0  | 0 | 22 | 7  | +15 | 12 |
| Finnország  | 4 | 2  | 0   | 1  | 1 | 14 | 10 | +4  | 7  |
| Oroszország | 4 | 2  | 0   | 0  | 2 | 21 | 8  | +13 | 6  |
| Svájc       | 4 | 1  | 1   | 0  | 2 | 11 | 17 | –6  | 5  |
| Norvégia    | 4 | 0  | 0   | 0  | 4 | 3  | 29 | –26 | 0  |

| 2013. december 26. 15:00 | Norvégia | 0–11 (0–5, 0–5, 0–1) | Oroszország | Malmö Aréna Nézőszám: 4260 |

| Jegyzőkönyv | Jegyzőkönyv                       | Jegyzőkönyv                                           | Jegyzőkönyv                        | Jegyzőkönyv                                                                    |
| --- | --------------------------------- | ----------------------------------------------------- | ---------------------------------- | ------------------------------------------------------------------------------ |
| | Henrik Haukeland Joachim Svendsen | Kapusok                                               | Andrej Vasziljevszkij Ivan Nalimov | Játékvezetők: Steve Papp Devin Piccott Vonalbírók: Henrik Pihlblad Joonas Saha |
| \| \| 0–1 \| 05:04 – V. Osznovin (D. Zafjarov, A. Barabanov) \| \| \| 0–2 \| 06:26 – Ny. Zadorov (P. Bucsnyevics, M. Grigorenko) \| \| \| 0–3 \| 06:37 – D. Zafjarov (V. Osnovin, A. Bereglazov) \| \| \| 0–4 \| 13:35 – V. Klopotov (I. Barbasev, A. Mironov) \| \| \| 0–5 \| 15:03 – M. Grigorenko (I. Ljubuskin, P. Buchnyevis) \| \| \| 0–6 \| 26:57 – V. Klopotov (B. Jakimov) \| \| \| 0–7 \| 29:20 – Ny. Trjamkin \| \| \| 0–8 \| 31:03 – A. Szlepisev (M. Grigorenko) (PP) \| \| \| 0–9 \| 37:18 – Ny. Zadorov (SH) \| \| \| 0–10 \| 38:25 – A. Barabanov (Ny. Trjamkin, D. Zafjarov) (PP) \| \| \| 0–11 \| 48:02 – A. Szlepisev (I. Ljubuskin) \| |                                   |                                                       |                                    | Játékvezetők: Steve Papp Devin Piccott Vonalbírók: Henrik Pihlblad Joonas Saha |
| 18 perc | Büntetések                        | 8 perc                                                |                                    | Játékvezetők: Steve Papp Devin Piccott Vonalbírók: Henrik Pihlblad Joonas Saha |
| 14 | Lövések                           | 35                                                    |                                    | Játékvezetők: Steve Papp Devin Piccott Vonalbírók: Henrik Pihlblad Joonas Saha |
| | 0–1                               | 05:04 – V. Osznovin (D. Zafjarov, A. Barabanov)       |                                    | Játékvezetők: Steve Papp Devin Piccott Vonalbírók: Henrik Pihlblad Joonas Saha |
| | 0–2                               | 06:26 – Ny. Zadorov (P. Bucsnyevics, M. Grigorenko)   |                                    | Játékvezetők: Steve Papp Devin Piccott Vonalbírók: Henrik Pihlblad Joonas Saha |
| | 0–3                               | 06:37 – D. Zafjarov (V. Osnovin, A. Bereglazov)       |                                    | Játékvezetők: Steve Papp Devin Piccott Vonalbírók: Henrik Pihlblad Joonas Saha |
| | 0–4                               | 13:35 – V. Klopotov (I. Barbasev, A. Mironov)         |                                    |                                                                                |
| | 0–5                               | 15:03 – M. Grigorenko (I. Ljubuskin, P. Buchnyevis)   |                                    |                                                                                |
| | 0–6                               | 26:57 – V. Klopotov (B. Jakimov)                      |                                    |                                                                                |
| | 0–7                               | 29:20 – Ny. Trjamkin                                  |                                    |                                                                                |
| | 0–8                               | 31:03 – A. Szlepisev (M. Grigorenko) (PP)             |                                    |                                                                                |
| | 0–9                               | 37:18 – Ny. Zadorov (SH)                              |                                    |                                                                                |
| | 0–10                              | 38:25 – A. Barabanov (Ny. Trjamkin, D. Zafjarov) (PP) |                                    |                                                                                |
| | 0–11                              | 48:02 – A. Szlepisev (I. Ljubuskin)                   |                                    |                                                                                |

| 2013. december 26. 19:00 | Svájc | 3–5 (2–3, 0–0, 1–2) | Svédország | Malmö Aréna Nézőszám: 11 109 |

| Jegyzőkönyv | Jegyzőkönyv     | Jegyzőkönyv                                        | Jegyzőkönyv | Jegyzőkönyv                                                                                |
| --- | --------------- | -------------------------------------------------- | ----------- | ------------------------------------------------------------------------------------------ |
| | Melvin Nyffeler | Kapusok                                            | Oscar Dansk | Játékvezetők: Timothy Mayer Jevgenyij Romasko Vonalbírók: Benoit Martineau Fraser McIntyre |
| \| S. Zangger (J. Fuchs) (PP) – 05:43 \| 1–0 \| \| \| \| 1–1 \| 06:54 – F. Forsberg (J. de la Rose) \| \| K. Fiala (V. Praplan) – 08:23 \| 2–1 \| \| \| \| 2–2 \| 08:44 – L. Bengtsson (E. Karlsson) \| \| \| 2–3 \| 17:19 – O. Sundqvist (F. Forsberg, J. de la Rose) \| \| F. Herzog (S. Zangger) (PP) – 41:01 \| 3–3 \| \| \| \| 3–4 \| 42:43 – C. Djoos (A. Burakowsky, F. Forsberg) (PP) \| \| \| 3–5 \| 57:12 – A. Johnson (A. Wennberg) \| |                 |                                                    |             | Játékvezetők: Timothy Mayer Jevgenyij Romasko Vonalbírók: Benoit Martineau Fraser McIntyre |
| 12 perc | Büntetések      | 12 perc                                            |             | Játékvezetők: Timothy Mayer Jevgenyij Romasko Vonalbírók: Benoit Martineau Fraser McIntyre |
| 33 | Lövések         | 36                                                 |             | Játékvezetők: Timothy Mayer Jevgenyij Romasko Vonalbírók: Benoit Martineau Fraser McIntyre |
| S. Zangger (J. Fuchs) (PP) – 05:43 | 1–0             |                                                    |             | Játékvezetők: Timothy Mayer Jevgenyij Romasko Vonalbírók: Benoit Martineau Fraser McIntyre |
| | 1–1             | 06:54 – F. Forsberg (J. de la Rose)                |             | Játékvezetők: Timothy Mayer Jevgenyij Romasko Vonalbírók: Benoit Martineau Fraser McIntyre |
| K. Fiala (V. Praplan) – 08:23 | 2–1             |                                                    |             | Játékvezetők: Timothy Mayer Jevgenyij Romasko Vonalbírók: Benoit Martineau Fraser McIntyre |
| | 2–2             | 08:44 – L. Bengtsson (E. Karlsson)                 |             |                                                                                            |
| | 2–3             | 17:19 – O. Sundqvist (F. Forsberg, J. de la Rose)  |             |                                                                                            |
| F. Herzog (S. Zangger) (PP) – 41:01 | 3–3             |                                                    |             |                                                                                            |
| | 3–4             | 42:43 – C. Djoos (A. Burakowsky, F. Forsberg) (PP) |             |                                                                                            |
| | 3–5             | 57:12 – A. Johnson (A. Wennberg)                   |             |                                                                                            |

| 2013. december 27. 17:30 | Finnország | 5–1 (1–0, 3–0, 1–1) | Norvégia | Malmö Aréna Nézőszám: 734 |

| Jegyzőkönyv | Jegyzőkönyv | Jegyzőkönyv                                | Jegyzőkönyv      | Jegyzőkönyv                                                                        |
| --- | ----------- | ------------------------------------------ | ---------------- | ---------------------------------------------------------------------------------- |
| | Juuse Saros | Kapusok                                    | Joachim Svendsen | Játékvezetők: Tobias Björk Marcus Linde Vonalbírók: Joris Müller Rudolf Tosenovjan |
| \| A. Lehkonen (S. Mäenalanen) (PP) - 19:13 \| 1–0 \| \| \| S. Mäenalanen (T. Teräväinen, A. Lehkonen) – 22:57 \| 2–0 \| \| \| S. Mäenalanen (V. Pokka) - 34:19 \| 3–0 \| \| \| J. Nikko (R. Kulmala) – 35:18 \| 4–0 \| \| \| V. Leskinen (O. Rauhala) – 47:40 \| 5–0 \| \| \| \| 5–1 \| 56:52 – T. Johnsgard (C. Rasch, J. Tonjum) \| |             |                                            |                  | Játékvezetők: Tobias Björk Marcus Linde Vonalbírók: Joris Müller Rudolf Tosenovjan |
| 14 perc | Büntetések  | 8 perc                                     |                  | Játékvezetők: Tobias Björk Marcus Linde Vonalbírók: Joris Müller Rudolf Tosenovjan |
| 48 | Lövések     | 29                                         |                  | Játékvezetők: Tobias Björk Marcus Linde Vonalbírók: Joris Müller Rudolf Tosenovjan |
| A. Lehkonen (S. Mäenalanen) (PP) - 19:13 | 1–0         |                                            |                  | Játékvezetők: Tobias Björk Marcus Linde Vonalbírók: Joris Müller Rudolf Tosenovjan |
| S. Mäenalanen (T. Teräväinen, A. Lehkonen) – 22:57 | 2–0         |                                            |                  | Játékvezetők: Tobias Björk Marcus Linde Vonalbírók: Joris Müller Rudolf Tosenovjan |
| S. Mäenalanen (V. Pokka) - 34:19 | 3–0         |                                            |                  | Játékvezetők: Tobias Björk Marcus Linde Vonalbírók: Joris Müller Rudolf Tosenovjan |
| J. Nikko (R. Kulmala) – 35:18 | 4–0         |                                            |                  |                                                                                    |
| V. Leskinen (O. Rauhala) – 47:40 | 5–0         |                                            |                  |                                                                                    |
| | 5–1         | 56:52 – T. Johnsgard (C. Rasch, J. Tonjum) |                  |                                                                                    |

| 2013. december 28. 15:00 | Svédország | 4–2 (1–1, 2–0, 1–1) | Finnország | Malmö Aréna Nézőszám: 11 604 |

| Jegyzőkönyv | Jegyzőkönyv | Jegyzőkönyv                            | Jegyzőkönyv | Jegyzőkönyv                                                                        |
| --- | ----------- | -------------------------------------- | ----------- | ---------------------------------------------------------------------------------- |
| | Oscar Dansk | Kapusok                                | Ville Husso | Játékvezetők: René Hradil Daniel Stricker Vonalbírók: Fraser McIntyre Peter Šefčík |
| \| \| 0–1 \| 00:41 – E. Lindell (T. Teräväinen) \| \| A. Wennberg (L. Wallmark, A. Johnson) (PP2) – 04:15 \| 1–1 \| \| \| A. Johnson (A. Wennberg, S. Collberg) – 34:04 \| 2–1 \| \| \| J. de la Rose (F. Forsberg) – 36:19 \| 3–1 \| \| \| \| 3–2 \| 40:45 – R. Ristolainen (T. Teräväinen) \| \| A. Wennberg (A. Johnson) – 47:27 \| 4–2 \| \| |             |                                        |             | Játékvezetők: René Hradil Daniel Stricker Vonalbírók: Fraser McIntyre Peter Šefčík |
| 16 perc | Büntetések  | 20 perc                                |             | Játékvezetők: René Hradil Daniel Stricker Vonalbírók: Fraser McIntyre Peter Šefčík |
| 30 | Lövések     | 20                                     |             | Játékvezetők: René Hradil Daniel Stricker Vonalbírók: Fraser McIntyre Peter Šefčík |
| | 0–1         | 00:41 – E. Lindell (T. Teräväinen)     |             | Játékvezetők: René Hradil Daniel Stricker Vonalbírók: Fraser McIntyre Peter Šefčík |
| A. Wennberg (L. Wallmark, A. Johnson) (PP2) – 04:15 | 1–1         |                                        |             | Játékvezetők: René Hradil Daniel Stricker Vonalbírók: Fraser McIntyre Peter Šefčík |
| A. Johnson (A. Wennberg, S. Collberg) – 34:04 | 2–1         |                                        |             | Játékvezetők: René Hradil Daniel Stricker Vonalbírók: Fraser McIntyre Peter Šefčík |
| J. de la Rose (F. Forsberg) – 36:19 | 3–1         |                                        |             |                                                                                    |
| | 3–2         | 40:45 – R. Ristolainen (T. Teräväinen) |             |                                                                                    |
| A. Wennberg (A. Johnson) – 47:27 | 4–2         |                                        |             |                                                                                    |

| 2013. december 28. 19:00 | Oroszország | 7–1 (2–1, 3–0, 2–0) | Svájc | Malmö Aréna Nézőszám: 7543 |

| Jegyzőkönyv | Jegyzőkönyv           | Jegyzőkönyv      | Jegyzőkönyv   | Jegyzőkönyv                                                                      |
| --- | --------------------- | ---------------- | ------------- | -------------------------------------------------------------------------------- |
| | Andrej Vasziljevszkij | Kapusok          | Sascha Rochow | Játékvezetők: Tobias Björk Jozef Kubuš Vonalbírók: Kenji Kosaka Benoit Martineau |
| \| \| 0–1 \| 15:02 – J. Fuchs \| \| I. Barbasjov – 16:27 \| 1–1 \| \| \| A. Mironov (A. Szlepisev) (PP) – 17:31 \| 2–1 \| \| \| B. Jakimov (A. Bereglazov, A. Vasziljevszkij) (PP) – 26:23 \| 3–1 \| \| \| A. Barabanov (I. Ljubuskin) – 31:27 \| 4–1 \| \| \| D. Zafjarov (A. Barabanov, Nyikita Triamkin) – 32:01 \| 5–1 \| \| \| V. Osznovin (D. Zafjarov) (PP) – 48:17 \| 6-1 \| \| \| M. Grigorenko (P. Bucsnevics, Ny. Zadorov) (PP2) – 49:52 \| 7–1 \| \| |                       |                  |               | Játékvezetők: Tobias Björk Jozef Kubuš Vonalbírók: Kenji Kosaka Benoit Martineau |
| 6 perc | Büntetések            | 34 perc          |               | Játékvezetők: Tobias Björk Jozef Kubuš Vonalbírók: Kenji Kosaka Benoit Martineau |
| 34 | Lövések               | 26               |               | Játékvezetők: Tobias Björk Jozef Kubuš Vonalbírók: Kenji Kosaka Benoit Martineau |
| | 0–1                   | 15:02 – J. Fuchs |               | Játékvezetők: Tobias Björk Jozef Kubuš Vonalbírók: Kenji Kosaka Benoit Martineau |
| I. Barbasjov – 16:27 | 1–1                   |                  |               | Játékvezetők: Tobias Björk Jozef Kubuš Vonalbírók: Kenji Kosaka Benoit Martineau |
| A. Mironov (A. Szlepisev) (PP) – 17:31 | 2–1                   |                  |               | Játékvezetők: Tobias Björk Jozef Kubuš Vonalbírók: Kenji Kosaka Benoit Martineau |
| B. Jakimov (A. Bereglazov, A. Vasziljevszkij) (PP) – 26:23 | 3–1                   |                  |               |                                                                                  |
| A. Barabanov (I. Ljubuskin) – 31:27 | 4–1                   |                  |               |                                                                                  |
| D. Zafjarov (A. Barabanov, Nyikita Triamkin) – 32:01 | 5–1                   |                  |               |                                                                                  |
| V. Osznovin (D. Zafjarov) (PP) – 48:17 | 6-1                   |                  |               |                                                                                  |
| M. Grigorenko (P. Bucsnevics, Ny. Zadorov) (PP2) – 49:52 | 7–1                   |                  |               |                                                                                  |

| 2013. december 29. 17:30 | Norvégia | 0–10 (0–3, 0–3, 0–4) | Svédország | Malmö Aréna Nézőszám: 11 296 |

| Jegyzőkönyv | Jegyzőkönyv      | Jegyzőkönyv                                             | Jegyzőkönyv    | Jegyzőkönyv                                                                     |
| --- | ---------------- | ------------------------------------------------------- | -------------- | ------------------------------------------------------------------------------- |
| | Henrik Haukeland | Kapusok                                                 | Marcus Högberg | Játékvezetők: Antti Boman Marc Wiegand Vonalbírók: Fraser McIntyre Peter Šefčík |
| \| \| 0–1 \| 03:26 – S. Collberg (A. Johnson, A. Wennberg \| \| \| 0–2 \| 08:55 – A. Burakovsky (J. de la Rose, E. Lindholm) (PP) \| \| \| 0–3 \| 15:42 – A. Burakovsky (G. Olofsson, F. Forsberg (PP) \| \| \| 0–4 \| 21:16 – R. Hägg (N. Sörensen, L. Wallmark) \| \| \| 0–5 \| 25:01 – A. Burakovsky (N. Sörensen) \| \| \| 0–6 \| 29:42 – S. Collberg (F. Forsberg, E. Lindholm) \| \| \| 0–7 \| 43:40 – R. Norell (S. Collberg, A. Wennberg) \| \| \| 0–8 \| 46:31 – A. Wennberg (S. Collberg) \| \| \| 0–9 \| 51:51 – E. Lindholm (F. Forsberg, G. Olofsson) (PP) \| \| \| 0–10 \| 57:37 – N. Sörensen (E. Karlsson, L. Bengtsson) (PP) \| |                  |                                                         |                | Játékvezetők: Antti Boman Marc Wiegand Vonalbírók: Fraser McIntyre Peter Šefčík |
| 16 perc | Büntetések       | 12 perc                                                 |                | Játékvezetők: Antti Boman Marc Wiegand Vonalbírók: Fraser McIntyre Peter Šefčík |
| 13 | Lövések          | 45                                                      |                | Játékvezetők: Antti Boman Marc Wiegand Vonalbírók: Fraser McIntyre Peter Šefčík |
| | 0–1              | 03:26 – S. Collberg (A. Johnson, A. Wennberg            |                | Játékvezetők: Antti Boman Marc Wiegand Vonalbírók: Fraser McIntyre Peter Šefčík |
| | 0–2              | 08:55 – A. Burakovsky (J. de la Rose, E. Lindholm) (PP) |                | Játékvezetők: Antti Boman Marc Wiegand Vonalbírók: Fraser McIntyre Peter Šefčík |
| | 0–3              | 15:42 – A. Burakovsky (G. Olofsson, F. Forsberg (PP)    |                | Játékvezetők: Antti Boman Marc Wiegand Vonalbírók: Fraser McIntyre Peter Šefčík |
| | 0–4              | 21:16 – R. Hägg (N. Sörensen, L. Wallmark)              |                |                                                                                 |
| | 0–5              | 25:01 – A. Burakovsky (N. Sörensen)                     |                |                                                                                 |
| | 0–6              | 29:42 – S. Collberg (F. Forsberg, E. Lindholm)          |                |                                                                                 |
| | 0–7              | 43:40 – R. Norell (S. Collberg, A. Wennberg)            |                |                                                                                 |
| | 0–8              | 46:31 – A. Wennberg (S. Collberg)                       |                |                                                                                 |
| | 0–9              | 51:51 – E. Lindholm (F. Forsberg, G. Olofsson) (PP)     |                |                                                                                 |
| | 0–10             | 57:37 – N. Sörensen (E. Karlsson, L. Bengtsson) (PP)    |                |                                                                                 |

| 2013. december 30. 15:00 | Oroszország | 1–4 (1–0, 0–3, 0–1) | Finnország | Malmö Aréna Nézőszám: 945 |

| Jegyzőkönyv | Jegyzőkönyv  | Jegyzőkönyv                                    | Jegyzőkönyv | Jegyzőkönyv                                                                         |
| --- | ------------ | ---------------------------------------------- | ----------- | ----------------------------------------------------------------------------------- |
| | Ivan Nalimov | Kapusok                                        | Juuse Saros | Játékvezetők: Jozef Kubuš Daniel Stricker Vonalbírók: Benoit Martineau Joris Müller |
| \| V. Vasziljev (P. Bucsnyevics, M. Grigorenko) – 05:27 \| 1–0 \| \| \| \| 1–1 \| 22:21 – S. Mäenalanen (V. Pokka) (PP) \| \| \| 1–2 \| 30:20 – H. Haapala (T. Teravainen, E. Lindell) \| \| \| 1–3 \| 35:07 – R. Kulmala (J. Ikonen, S. Kinnunen) \| \| \| 1–4 \| 47:39 – J. Nikko (J. Ikonen, A. Mustonen) (PP) \| |              |                                                |             | Játékvezetők: Jozef Kubuš Daniel Stricker Vonalbírók: Benoit Martineau Joris Müller |
| 10 perc | Büntetések   | 8 perc                                         |             | Játékvezetők: Jozef Kubuš Daniel Stricker Vonalbírók: Benoit Martineau Joris Müller |
| 29 | Lövések      | 31                                             |             | Játékvezetők: Jozef Kubuš Daniel Stricker Vonalbírók: Benoit Martineau Joris Müller |
| V. Vasziljev (P. Bucsnyevics, M. Grigorenko) – 05:27 | 1–0          |                                                |             | Játékvezetők: Jozef Kubuš Daniel Stricker Vonalbírók: Benoit Martineau Joris Müller |
| | 1–1          | 22:21 – S. Mäenalanen (V. Pokka) (PP)          |             | Játékvezetők: Jozef Kubuš Daniel Stricker Vonalbírók: Benoit Martineau Joris Müller |
| | 1–2          | 30:20 – H. Haapala (T. Teravainen, E. Lindell) |             | Játékvezetők: Jozef Kubuš Daniel Stricker Vonalbírók: Benoit Martineau Joris Müller |
| | 1–3          | 35:07 – R. Kulmala (J. Ikonen, S. Kinnunen)    |             |                                                                                     |
| | 1–4          | 47:39 – J. Nikko (J. Ikonen, A. Mustonen) (PP) |             |                                                                                     |

| 2013. december 30. 19:00 | Svájc | 3–2 (0–1, 1–0, 2–1) | Norvégia | Malmö Aréna Nézőszám: 418 |

| Jegyzőkönyv | Jegyzőkönyv     | Jegyzőkönyv                                  | Jegyzőkönyv      | Jegyzőkönyv                                                                          |
| --- | --------------- | -------------------------------------------- | ---------------- | ------------------------------------------------------------------------------------ |
| | Melvin Nyffeler | Kapusok                                      | Joachim Svendsen | Játékvezetők: Timothy Mayer Devin Piccott Vonalbírók: Peter Šefčík Rudolf Tosenovjan |
| \| \| 0–1 \| 09:27 – E. Lesund \| \| F. Herzog (K. Fiala) (PP2) – 34:39 \| 1–1 \| \| \| M. Muller (S. Zangger) – 46:17 \| 2–1 \| \| \| \| 2–2 \| 49:00 – C. Rasch (J. Tonjum, E. Lesund) (PP) \| \| A. Rouiller (K. Fiala) (PP) – 51:42 \| 3–2 \| \| |                 |                                              |                  | Játékvezetők: Timothy Mayer Devin Piccott Vonalbírók: Peter Šefčík Rudolf Tosenovjan |
| 16 perc | Büntetések      | 14 perc                                      |                  | Játékvezetők: Timothy Mayer Devin Piccott Vonalbírók: Peter Šefčík Rudolf Tosenovjan |
| 38 | Lövések         | 26                                           |                  | Játékvezetők: Timothy Mayer Devin Piccott Vonalbírók: Peter Šefčík Rudolf Tosenovjan |
| | 0–1             | 09:27 – E. Lesund                            |                  | Játékvezetők: Timothy Mayer Devin Piccott Vonalbírók: Peter Šefčík Rudolf Tosenovjan |
| F. Herzog (K. Fiala) (PP2) – 34:39 | 1–1             |                                              |                  | Játékvezetők: Timothy Mayer Devin Piccott Vonalbírók: Peter Šefčík Rudolf Tosenovjan |
| M. Muller (S. Zangger) – 46:17 | 2–1             |                                              |                  | Játékvezetők: Timothy Mayer Devin Piccott Vonalbírók: Peter Šefčík Rudolf Tosenovjan |
| | 2–2             | 49:00 – C. Rasch (J. Tonjum, E. Lesund) (PP) |                  |                                                                                      |
| A. Rouiller (K. Fiala) (PP) – 51:42 | 3–2             |                                              |                  |                                                                                      |

| 2013. december 31. 14:00 | Svédország | 3–2 (2–0, 0–1, 1–1) | Oroszország | Malmö Aréna Nézőszám: 11 528 |

| Jegyzőkönyv | Jegyzőkönyv | Jegyzőkönyv                                           | Jegyzőkönyv           | Jegyzőkönyv                                                                       |
| --- | ----------- | ----------------------------------------------------- | --------------------- | --------------------------------------------------------------------------------- |
| | Oscar Dansk | Kapusok                                               | Andrej Vasziljevszkij | Játékvezetők: Timothy Mayer Marc Wiegand Vonalbírók: Fraser McIntyre Joris Müller |
| \| A. Johnson (S. Collberg) (PP) – 03:29 \| 1–0 \| \| \| N. Sörensen (L. Wallmark, A. Burakovsky) – 17:01 \| 2–0 \| \| \| \| 2–1 \| 24:47 – A. Barabanov (V. Osznovin, I. Ljubuskin) (PP) \| \| \| 2–2 \| 51:52 – M. Grigorenko (P. Bucsnyevics, A. Szlepisev) \| \| J. de la Rose (G. Olofsson, E. Lindholm) – 57:38 \| 3–2 \| \| |             |                                                       |                       | Játékvezetők: Timothy Mayer Marc Wiegand Vonalbírók: Fraser McIntyre Joris Müller |
| 6 perc | Büntetések  | 20 perc                                               |                       | Játékvezetők: Timothy Mayer Marc Wiegand Vonalbírók: Fraser McIntyre Joris Müller |
| 32 | Lövések     | 35                                                    |                       | Játékvezetők: Timothy Mayer Marc Wiegand Vonalbírók: Fraser McIntyre Joris Müller |
| A. Johnson (S. Collberg) (PP) – 03:29 | 1–0         |                                                       |                       | Játékvezetők: Timothy Mayer Marc Wiegand Vonalbírók: Fraser McIntyre Joris Müller |
| N. Sörensen (L. Wallmark, A. Burakovsky) – 17:01 | 2–0         |                                                       |                       | Játékvezetők: Timothy Mayer Marc Wiegand Vonalbírók: Fraser McIntyre Joris Müller |
| | 2–1         | 24:47 – A. Barabanov (V. Osznovin, I. Ljubuskin) (PP) |                       | Játékvezetők: Timothy Mayer Marc Wiegand Vonalbírók: Fraser McIntyre Joris Müller |
| | 2–2         | 51:52 – M. Grigorenko (P. Bucsnyevics, A. Szlepisev)  |                       |                                                                                   |
| J. de la Rose (G. Olofsson, E. Lindholm) – 57:38 | 3–2         |                                                       |                       |                                                                                   |

| 2013. december 31. 18:00 | Finnország | 3–4 (sz.) (1–1, 1–2, 1–0) (h.u.: 0–0) (sz.: 0–1) | Svájc | Malmö Aréna Nézőszám: 718 |

| Jegyzőkönyv | Jegyzőkönyv             | Jegyzőkönyv                                                   | Jegyzőkönyv     | Jegyzőkönyv                                                                      |
| --- | ----------------------- | ------------------------------------------------------------- | --------------- | -------------------------------------------------------------------------------- |
| | Ville Husso Juuse Saros | Kapusok                                                       | Melvin Nyffeler | Játékvezetők: Jacob Grumsen Steve Papp Vonalbírók: Kenji Kosaka Benoit Martineau |
| \| \| 0–1 \| 18:50 – F. Schmutz (K. Fiala) \| \| V. Pokka (E. Lindell, T. Teräväinen) (PP) – 19:34 \| 1–1 \| \| \| \| 1–2 \| 26:56 – F. Herzog \| \| \| 1–3 \| 29:49 – N. Dunner (M. Muller) \| \| A. Mustonen (H. Ikonen, J. Vainio) – 30:29 \| 2–3 \| \| \| S. Mäenalanen (T. Teräväinen, H. Haapala) – 40:35 \| 3–3 \| \| |                         |                                                               |                 | Játékvezetők: Jacob Grumsen Steve Papp Vonalbírók: Kenji Kosaka Benoit Martineau |
| A. Mustonen S. Mäenalanen T. Teräväinen E. Lindell J. Ikonen | Szétlövés               | S. Zangger F. Herzog K. Fiala V. Praplan J. Fuchs C. Paschoud |                 | Játékvezetők: Jacob Grumsen Steve Papp Vonalbírók: Kenji Kosaka Benoit Martineau |
| 10 perc | Büntetések              | 14 perc                                                       |                 | Játékvezetők: Jacob Grumsen Steve Papp Vonalbírók: Kenji Kosaka Benoit Martineau |
| 40 | Lövések                 | 34                                                            |                 | Játékvezetők: Jacob Grumsen Steve Papp Vonalbírók: Kenji Kosaka Benoit Martineau |
| | 0–1                     | 18:50 – F. Schmutz (K. Fiala)                                 |                 | Játékvezetők: Jacob Grumsen Steve Papp Vonalbírók: Kenji Kosaka Benoit Martineau |
| V. Pokka (E. Lindell, T. Teräväinen) (PP) – 19:34 | 1–1                     |                                                               |                 | Játékvezetők: Jacob Grumsen Steve Papp Vonalbírók: Kenji Kosaka Benoit Martineau |
| | 1–2                     | 26:56 – F. Herzog                                             |                 |                                                                                  |
| | 1–3                     | 29:49 – N. Dunner (M. Muller)                                 |                 |                                                                                  |
| A. Mustonen (H. Ikonen, J. Vainio) – 30:29 | 2–3                     |                                                               |                 |                                                                                  |
| S. Mäenalanen (T. Teräväinen, H. Haapala) – 40:35 | 3–3                     |                                                               |                 |                                                                                  |

### Rájátszás
A rájátszást két győztes mérkőzésig játsszák, a vesztes kiesik a Divízió I A csoportba.
| 2014. január 2. 11:00 | Németország | 0–3 (0–0, 0–3, 0–0) | Norvégia | Malmö Aréna Nézőszám: 294 |

| Jegyzőkönyv | Jegyzőkönyv   | Jegyzőkönyv                                        | Jegyzőkönyv      | Jegyzőkönyv                                                                          |
| --- | ------------- | -------------------------------------------------- | ---------------- | ------------------------------------------------------------------------------------ |
| | Marvin Cupper | Kapusok                                            | Joachim Svendsen | Játékvezetők: René Hradil Steve Papp Vonalbírók: Benoit Martineau Eduard Metalnyikov |
| \| \| 0–1 \| 25:06 – M. Rønnild (L. Hoff, J. Karterud) (PP) \| \| \| 0–2 \| 26:19 – D. Svendsen (S. Nielsen, M. Nilsen) \| \| \| 0–3 \| 33:42 – A. Klavestad (E. Lesund, J. Karterud) (PP) \| |               |                                                    |                  | Játékvezetők: René Hradil Steve Papp Vonalbírók: Benoit Martineau Eduard Metalnyikov |
| 35 perc | Büntetések    | 4 perc                                             |                  | Játékvezetők: René Hradil Steve Papp Vonalbírók: Benoit Martineau Eduard Metalnyikov |
| 29 | Lövések       | 24                                                 |                  | Játékvezetők: René Hradil Steve Papp Vonalbírók: Benoit Martineau Eduard Metalnyikov |
| | 0–1           | 25:06 – M. Rønnild (L. Hoff, J. Karterud) (PP)     |                  | Játékvezetők: René Hradil Steve Papp Vonalbírók: Benoit Martineau Eduard Metalnyikov |
| | 0–2           | 26:19 – D. Svendsen (S. Nielsen, M. Nilsen)        |                  | Játékvezetők: René Hradil Steve Papp Vonalbírók: Benoit Martineau Eduard Metalnyikov |
| | 0–3           | 33:42 – A. Klavestad (E. Lesund, J. Karterud) (PP) |                  | Játékvezetők: René Hradil Steve Papp Vonalbírók: Benoit Martineau Eduard Metalnyikov |

| 2014. január 3. 16:00 | Norvégia | 3–4 (1–2, 2–0, 0–2) | Németország | Malmö Isstadion Nézőszám: 463 |

| Jegyzőkönyv | Jegyzőkönyv      | Jegyzőkönyv                                 | Jegyzőkönyv   | Jegyzőkönyv                                                                       |
| --- | ---------------- | ------------------------------------------- | ------------- | --------------------------------------------------------------------------------- |
| | Joachim Svendsen | Kapusok                                     | Marvin Cüpper | Játékvezetők: Antti Boman Daniel Stricker Vonalbírók: Fraser McIntyre Joonas Saha |
| \| J. Karterud (L. Hoff, M. Søberg) – 03:32 \| 1–0 \| \| \| \| 1–1 \| 05:35 – S. Ziegler (M. Kammerer, F. Wagner) \| \| \| 1–2 \| 07:50 – L. Draisaitl (D. Kahun) \| \| S. Nielsen (D. Svendsen, M. Nilsen) – 23:58 \| 2–2 \| \| \| T-R. Johnsgård (J. H. Tönjum) (PP) – 34:48 \| 3–2 \| \| \| \| 3–3 \| 46:25 – M. Eisenschmid (P. Klöpper) \| \| \| 3–4 \| 47:41 – L. Draisaitl \| |                  |                                             |               | Játékvezetők: Antti Boman Daniel Stricker Vonalbírók: Fraser McIntyre Joonas Saha |
| 12 perc | Büntetések       | 31 perc                                     |               | Játékvezetők: Antti Boman Daniel Stricker Vonalbírók: Fraser McIntyre Joonas Saha |
| 32 | Lövések          | 41                                          |               | Játékvezetők: Antti Boman Daniel Stricker Vonalbírók: Fraser McIntyre Joonas Saha |
| J. Karterud (L. Hoff, M. Søberg) – 03:32 | 1–0              |                                             |               | Játékvezetők: Antti Boman Daniel Stricker Vonalbírók: Fraser McIntyre Joonas Saha |
| | 1–1              | 05:35 – S. Ziegler (M. Kammerer, F. Wagner) |               | Játékvezetők: Antti Boman Daniel Stricker Vonalbírók: Fraser McIntyre Joonas Saha |
| | 1–2              | 07:50 – L. Draisaitl (D. Kahun)             |               | Játékvezetők: Antti Boman Daniel Stricker Vonalbírók: Fraser McIntyre Joonas Saha |
| S. Nielsen (D. Svendsen, M. Nilsen) – 23:58 | 2–2              |                                             |               |                                                                                   |
| T-R. Johnsgård (J. H. Tönjum) (PP) – 34:48 | 3–2              |                                             |               |                                                                                   |
| | 3–3              | 46:25 – M. Eisenschmid (P. Klöpper)         |               |                                                                                   |
| | 3–4              | 47:41 – L. Draisaitl                        |               |                                                                                   |

| 2014. január 5. 12:00 | Németország | 3–1 (1–0, 1–0, 1–1) | Norvégia | Malmö Isstadion Nézőszám: 157 |

| Jegyzőkönyv | Jegyzőkönyv   | Jegyzőkönyv                                   | Jegyzőkönyv      | Jegyzőkönyv                                                                 |
| --- | ------------- | --------------------------------------------- | ---------------- | --------------------------------------------------------------------------- |
| | Marvin Cüpper | Kapusok                                       | Joachim Svendsen | Játékvezetők: Jozef Kubuš Marcus Linde Vonalbírók: Kenji Kosaka Joonas Saha |
| \| F. Tiffels (L. Draisaitl) – 19:46 \| 1–0 \| \| \| D. Kahun (L. Draisaitl, F. Tiffels) – 39:20 \| 2–0 \| \| \| P. Klöpper (V. Filin, F. Wagner) – 43:43 \| 3–0 \| \| \| \| 3–1 \| 54:25 – M. Fischer (A. Henriksen, S. Nielsen) \| |               |                                               |                  | Játékvezetők: Jozef Kubuš Marcus Linde Vonalbírók: Kenji Kosaka Joonas Saha |
| 12 perc | Büntetések    | 10 perc                                       |                  | Játékvezetők: Jozef Kubuš Marcus Linde Vonalbírók: Kenji Kosaka Joonas Saha |
| 26 | Lövések       | 35                                            |                  | Játékvezetők: Jozef Kubuš Marcus Linde Vonalbírók: Kenji Kosaka Joonas Saha |
| F. Tiffels (L. Draisaitl) – 19:46 | 1–0           |                                               |                  | Játékvezetők: Jozef Kubuš Marcus Linde Vonalbírók: Kenji Kosaka Joonas Saha |
| D. Kahun (L. Draisaitl, F. Tiffels) – 39:20 | 2–0           |                                               |                  | Játékvezetők: Jozef Kubuš Marcus Linde Vonalbírók: Kenji Kosaka Joonas Saha |
| P. Klöpper (V. Filin, F. Wagner) – 43:43 | 3–0           |                                               |                  | Játékvezetők: Jozef Kubuš Marcus Linde Vonalbírók: Kenji Kosaka Joonas Saha |
| | 3–1           | 54:25 – M. Fischer (A. Henriksen, S. Nielsen) |                  |                                                                             |

### Egyenes kieséses szakasz
|  |              |                  |              |             |   |             |             |           |               |               |               |       |       |
|  | Negyeddöntők | Negyeddöntők     | Negyeddöntők |             |   | Elődöntők   | Elődöntők   | Elődöntők |               |               | Döntő         | Döntő | Döntő |
|  | Negyeddöntők | Negyeddöntők     | Negyeddöntők |             |   | Elődöntők   | Elődöntők   | Elődöntők |               |               | Döntő         | Döntő | Döntő |
|  | január 2.    |                  |              |             |   |             |             |           |               |               |               |       |       |
|  |              |                  |              |             |   |             |             |           |               |               |               |       |       |
|  | A1           | Kanada           | 4            |             |   |             |             |           |               |               |               |       |       |
|  | A1           | Kanada           | 4            | január 4.   |   |             |             |           |               |               |               |       |       |
|  | B4           | Svájc            | 1            |             |   |             |             |           |               |               |               |       |       |
|  | B4           | Svájc            | 1            |             |   | Kanada      | Kanada      | 1         |               |               |               |       |       |
|  | január 2.    |                  |              |             |   | Kanada      | Kanada      | 1         |               |               |               |       |       |
|  |              |                  | Finnország   | Finnország  | 5 |             |             |           |               |               |               |       |       |
|  | B2           | Finnország       | Finnország   | Finnország  | 5 | 5           |             |           |               |               |               |       |       |
|  | B2           | Finnország       |              |             |   | 5           | január 5.   |           |               |               |               |       |       |
|  | A3           | Csehország       | 3            |             |   |             |             |           |               |               |               |       |       |
|  | A3           | Csehország       | 3            |             |   | Svédország  | Svédország  | 2         |               |               |               |       |       |
|  | január 2.    |                  |              |             |   | Svédország  | Svédország  | 2         |               |               |               |       |       |
|  |              |                  | Finnország   | Finnország  | 3 |             |             |           |               |               |               |       |       |
|  | B1           | Svédország       | Finnország   | Finnország  | 3 | 6           |             |           |               |               |               |       |       |
|  | B1           | Svédország       | január 4.    |             |   | 6           |             |           |               |               |               |       |       |
|  | A4           | Szlovákia        | 0            |             |   |             |             |           |               |               |               |       |       |
|  | A4           | Szlovákia        | 0            |             |   | Svédország  | Svédország  | 2         | Bronzmérkőzés | Bronzmérkőzés | Bronzmérkőzés |       |       |
|  | január 2.    |                  |              |             |   | Svédország  | Svédország  | 2         | Bronzmérkőzés | Bronzmérkőzés | Bronzmérkőzés |       |       |
|  |              |                  | Oroszország  | Oroszország | 1 |             |             | január 5. | január 5.     | január 5.     |               |       |       |
|  | A2           | Egyesült Államok | Oroszország  | Oroszország | 1 | 3           |             | január 5. | január 5.     | január 5.     |               |       |       |
|  | A2           | Egyesült Államok |              |             |   |             |             | Kanada    | Kanada        | 1             |               |       |       |
|  | B3           | Oroszország      | 5            |             |   |             |             | Kanada    | Kanada        | 1             |               |       |       |
|  | B3           | Oroszország      | 5            |             |   | Oroszország | Oroszország | 2         |               |               |               |       |       |
|  |              |                  |              |             |   | Oroszország | Oroszország | 2         |               |               |               |       |       |

#### Negyeddöntők
| 2014. január 2. 12:00 | Egyesült Államok | 3–5 (3–2, 0–2, 0–1) | Oroszország | Malmö Isstadion Nézőszám: 1876 |

| Jegyzőkönyv | Jegyzőkönyv | Jegyzőkönyv                               | Jegyzőkönyv           | Jegyzőkönyv                                                                    |
| --- | ----------- | ----------------------------------------- | --------------------- | ------------------------------------------------------------------------------ |
| | Jon Gillies | Kapusok                                   | Andrej Vasziljevszkij | Játékvezetők: Jozef Kubuš Marcus Linde Vonalbírók: Henrik Pihlblad Joonas Saha |
| \| \| 0–1 \| 06:17 – M. Grigorenko (A. Szlepjisev) \| \| S. Matteau (J. Eichel, B. Skjei) – 08:50 \| 1–1 \| \| \| \| 1–2 \| 09:11 – P. Bucsnyevics (A. Mironov) \| \| R. Hartman (S. Matteau) – 11:23 \| 2–2 \| \| \| N. Kerdiles (R. Barber) – 16:51 \| 3–2 \| \| \| \| 3–3 \| 33:15 – Ny. Zadorov (A. Szlepjisev) (PP2) \| \| \| 3–4 \| 34:16 – Ny. Zadorov (A. Szlepjisev) (PP2) \| \| \| 3–5 \| 59:32 – P. Bucsnyevics (ENG) \| |             |                                           |                       | Játékvezetők: Jozef Kubuš Marcus Linde Vonalbírók: Henrik Pihlblad Joonas Saha |
| 12 perc | Büntetések  | 30 perc                                   |                       | Játékvezetők: Jozef Kubuš Marcus Linde Vonalbírók: Henrik Pihlblad Joonas Saha |
| 33 | Lövések     | 25                                        |                       | Játékvezetők: Jozef Kubuš Marcus Linde Vonalbírók: Henrik Pihlblad Joonas Saha |
| | 0–1         | 06:17 – M. Grigorenko (A. Szlepjisev)     |                       | Játékvezetők: Jozef Kubuš Marcus Linde Vonalbírók: Henrik Pihlblad Joonas Saha |
| S. Matteau (J. Eichel, B. Skjei) – 08:50 | 1–1         |                                           |                       | Játékvezetők: Jozef Kubuš Marcus Linde Vonalbírók: Henrik Pihlblad Joonas Saha |
| | 1–2         | 09:11 – P. Bucsnyevics (A. Mironov)       |                       | Játékvezetők: Jozef Kubuš Marcus Linde Vonalbírók: Henrik Pihlblad Joonas Saha |
| R. Hartman (S. Matteau) – 11:23 | 2–2         |                                           |                       |                                                                                |
| N. Kerdiles (R. Barber) – 16:51 | 3–2         |                                           |                       |                                                                                |
| | 3–3         | 33:15 – Ny. Zadorov (A. Szlepjisev) (PP2) |                       |                                                                                |
| | 3–4         | 34:16 – Ny. Zadorov (A. Szlepjisev) (PP2) |                       |                                                                                |
| | 3–5         | 59:32 – P. Bucsnyevics (ENG)              |                       |                                                                                |

| 2014. január 2. 14:30 | Finnország | 5–3 (1–1, 1–2, 3–0) | Csehország | Malmö Aréna Nézőszám: 4085 |

| Jegyzőkönyv | Jegyzőkönyv | Jegyzőkönyv                                  | Jegyzőkönyv     | Jegyzőkönyv                                                                      |
| --- | ----------- | -------------------------------------------- | --------------- | -------------------------------------------------------------------------------- |
| | Juuse Saros | Kapusok                                      | Marek Langhamer | Játékvezetők: Tobias Björk Marc Wiegand Vonalbírók: Fraser McIntyre Joris Müller |
| \| S. Mäenalanen (T. Teräväinen, E. Lindell) – 02:54 \| 1–0 \| \| \| \| 1–1 \| 03:39 – D. Simon (M. Procházka, D. Paštrnák) \| \| \| 1–2 \| 31:07 – M. Procházka (J. Vrána, D. Simon) \| \| \| 1–3 \| 34:23 – R. Faksa (V. Tomeček, D. Volek) \| \| J. Ikonen (R. Kulmala) – 38:05 \| 2–3 \| \| \| H. Ikonen (M. Lehtonen) – 45:56 \| 3–3 \| \| \| S. Kinnunen (R. Kulmala, J. Ikonen) – 51:39 \| 4–3 \| \| \| S. Mäenalanen (T. Teräväinen) (ENG) – 59:45 \| 5–3 \| \| |             |                                              |                 | Játékvezetők: Tobias Björk Marc Wiegand Vonalbírók: Fraser McIntyre Joris Müller |
| 4 perc | Büntetések  | 8 perc                                       |                 | Játékvezetők: Tobias Björk Marc Wiegand Vonalbírók: Fraser McIntyre Joris Müller |
| 34 | Lövések     | 23                                           |                 | Játékvezetők: Tobias Björk Marc Wiegand Vonalbírók: Fraser McIntyre Joris Müller |
| S. Mäenalanen (T. Teräväinen, E. Lindell) – 02:54 | 1–0         |                                              |                 | Játékvezetők: Tobias Björk Marc Wiegand Vonalbírók: Fraser McIntyre Joris Müller |
| | 1–1         | 03:39 – D. Simon (M. Procházka, D. Paštrnák) |                 | Játékvezetők: Tobias Björk Marc Wiegand Vonalbírók: Fraser McIntyre Joris Müller |
| | 1–2         | 31:07 – M. Procházka (J. Vrána, D. Simon)    |                 | Játékvezetők: Tobias Björk Marc Wiegand Vonalbírók: Fraser McIntyre Joris Müller |
| | 1–3         | 34:23 – R. Faksa (V. Tomeček, D. Volek)      |                 |                                                                                  |
| J. Ikonen (R. Kulmala) – 38:05 | 2–3         |                                              |                 |                                                                                  |
| H. Ikonen (M. Lehtonen) – 45:56 | 3–3         |                                              |                 |                                                                                  |
| S. Kinnunen (R. Kulmala, J. Ikonen) – 51:39 | 4–3         |                                              |                 |                                                                                  |
| S. Mäenalanen (T. Teräväinen) (ENG) – 59:45 | 5–3         |                                              |                 |                                                                                  |

| 2014. január 2. 17:00 | Kanada | 4–1 (1–0, 1–1, 2–0) | Svájc | Malmö Isstadion Nézőszám: 2580 |

| Jegyzőkönyv | Jegyzőkönyv    | Jegyzőkönyv                             | Jegyzőkönyv     | Jegyzőkönyv                                                                              |
| --- | -------------- | --------------------------------------- | --------------- | ---------------------------------------------------------------------------------------- |
| | Zachary Fucale | Kapusok                                 | Melvin Nyffeler | Játékvezetők: Jacob Grumsen Jevgenyij Romasko Vonalbírók: Peter Šefčík Rudolf Tosenovjan |
| \| G. Reinhart – 18:08 \| 1–0 \| \| \| A. Mantha (PS) – 29:04 \| 2–0 \| \| \| \| 2–1 \| 39:59 – N. Dünner (M. Müller, K. Fiala) \| \| C. Lazar (G. Reinhart) – 44:11 \| 3–1 \| \| \| D. Pouliot – 53:49 \| 4–1 \| \| |                |                                         |                 | Játékvezetők: Jacob Grumsen Jevgenyij Romasko Vonalbírók: Peter Šefčík Rudolf Tosenovjan |
| 10 perc | Büntetések     | 6 perc                                  |                 | Játékvezetők: Jacob Grumsen Jevgenyij Romasko Vonalbírók: Peter Šefčík Rudolf Tosenovjan |
| 23 | Lövések        | 20                                      |                 | Játékvezetők: Jacob Grumsen Jevgenyij Romasko Vonalbírók: Peter Šefčík Rudolf Tosenovjan |
| G. Reinhart – 18:08 | 1–0            |                                         |                 | Játékvezetők: Jacob Grumsen Jevgenyij Romasko Vonalbírók: Peter Šefčík Rudolf Tosenovjan |
| A. Mantha (PS) – 29:04 | 2–0            |                                         |                 | Játékvezetők: Jacob Grumsen Jevgenyij Romasko Vonalbírók: Peter Šefčík Rudolf Tosenovjan |
| | 2–1            | 39:59 – N. Dünner (M. Müller, K. Fiala) |                 | Játékvezetők: Jacob Grumsen Jevgenyij Romasko Vonalbírók: Peter Šefčík Rudolf Tosenovjan |
| C. Lazar (G. Reinhart) – 44:11 | 3–1            |                                         |                 |                                                                                          |
| D. Pouliot – 53:49 | 4–1            |                                         |                 |                                                                                          |

| 2014. január 2. 19:30 | Svédország | 6–0 (2–0, 2–0, 2–0) | Szlovákia | Malmö Aréna Nézőszám: 10 857 |

| Jegyzőkönyv | Jegyzőkönyv | Jegyzőkönyv | Jegyzőkönyv   | Jegyzőkönyv                                                                       |
| --- | ----------- | ----------- | ------------- | --------------------------------------------------------------------------------- |
| | Oscar Dansk | Kapusok     | Richard Sabol | Játékvezetők: Timothy Mayer Decin Piccott Vonalbírók: Kenji Kosaka Andreas Kowert |
| \| L. Wallmark (C. Djoos) – 11:58 \| 1–0 \| \| \| E. Lindholm (F. Forsberg, G. Olofsson) (PP1) – 18:39 \| 2–0 \| \| \| F. Forsberg (A. Burakowsky, E. Lindholm) – 21:10 \| 3–0 \| \| \| L. Wallmark (N. Sörensen, F. Forsberg) – 33:21 \| 4–0 \| \| \| F. Forsberg (E. Lindholm) – 53:58 \| 5–0 \| \| \| J. de la Rose (E. Lindholm, A. Burakowsky) (PP1) – 55:19 \| 6–0 \| \| |             |             |               | Játékvezetők: Timothy Mayer Decin Piccott Vonalbírók: Kenji Kosaka Andreas Kowert |
| 18 perc | Büntetések  | 22 perc     |               | Játékvezetők: Timothy Mayer Decin Piccott Vonalbírók: Kenji Kosaka Andreas Kowert |
| 40 | Lövések     | 18          |               | Játékvezetők: Timothy Mayer Decin Piccott Vonalbírók: Kenji Kosaka Andreas Kowert |
| L. Wallmark (C. Djoos) – 11:58 | 1–0         |             |               | Játékvezetők: Timothy Mayer Decin Piccott Vonalbírók: Kenji Kosaka Andreas Kowert |
| E. Lindholm (F. Forsberg, G. Olofsson) (PP1) – 18:39 | 2–0         |             |               | Játékvezetők: Timothy Mayer Decin Piccott Vonalbírók: Kenji Kosaka Andreas Kowert |
| F. Forsberg (A. Burakowsky, E. Lindholm) – 21:10 | 3–0         |             |               | Játékvezetők: Timothy Mayer Decin Piccott Vonalbírók: Kenji Kosaka Andreas Kowert |
| L. Wallmark (N. Sörensen, F. Forsberg) – 33:21 | 4–0         |             |               |                                                                                   |
| F. Forsberg (E. Lindholm) – 53:58 | 5–0         |             |               |                                                                                   |
| J. de la Rose (E. Lindholm, A. Burakowsky) (PP1) – 55:19 | 6–0         |             |               |                                                                                   |

#### Elődöntők
| 2014. január 4. 15:00 | Svédország | 2–1 (1–0, 0–0, 1–1) | Oroszország | Malmö Aréna Nézőszám: 11 725 |

| Jegyzőkönyv | Jegyzőkönyv | Jegyzőkönyv                         | Jegyzőkönyv          | Jegyzőkönyv                                                                     |
| --- | ----------- | ----------------------------------- | -------------------- | ------------------------------------------------------------------------------- |
| | Oscar Dansk | Kapusok                             | Andrej Vaszilevszkij | Játékvezetők: Antti Boman René Hradil Vonalbírók: Benoit Martineau Joris Müller |
| \| F. Forsberg (E. Lindholm) (PP) – 19:11 \| 1–0 \| \| \| O. Sundqvist (E. Karlsson) – 44:55 \| 2–0 \| \| \| \| 2–1 \| 46:37 – D. Zsafjarov (A. Barabanov) \| |             |                                     |                      | Játékvezetők: Antti Boman René Hradil Vonalbírók: Benoit Martineau Joris Müller |
| 14 perc | Büntetések  | 10 perc                             |                      | Játékvezetők: Antti Boman René Hradil Vonalbírók: Benoit Martineau Joris Müller |
| 21 | Lövések     | 27                                  |                      | Játékvezetők: Antti Boman René Hradil Vonalbírók: Benoit Martineau Joris Müller |
| F. Forsberg (E. Lindholm) (PP) – 19:11 | 1–0         |                                     |                      | Játékvezetők: Antti Boman René Hradil Vonalbírók: Benoit Martineau Joris Müller |
| O. Sundqvist (E. Karlsson) – 44:55 | 2–0         |                                     |                      | Játékvezetők: Antti Boman René Hradil Vonalbírók: Benoit Martineau Joris Müller |
| | 2–1         | 46:37 – D. Zsafjarov (A. Barabanov) |                      | Játékvezetők: Antti Boman René Hradil Vonalbírók: Benoit Martineau Joris Müller |

| 2014. január 4. 19:00 | Kanada | 1–5 (0–0, 1–3, 0–2) | Finnország | Malmö Aréna Nézőszám: 11 544 |

| Jegyzőkönyv | Jegyzőkönyv | Jegyzőkönyv                                              | Jegyzőkönyv | Jegyzőkönyv                                                                            |
| --- | ----------- | -------------------------------------------------------- | ----------- | -------------------------------------------------------------------------------------- |
| | Zach Fucale | Kapusok                                                  | Juuse Saros | Játékvezetők: Timothy Mayer Marc Wiegand Vonalbírók: Andreas Kowert Eduard Metalnyikov |
| \| \| 0–1 \| 24:19 – J. Nikko (J. Honka) \| \| \| 0–2 \| 26:10 – A. Lehkonen (S. Mäenalanen, T. Teräväinen) (PP1) \| \| J. Drouin (C. Lazar) – 31:24 \| 1–2 \| \| \| \| 1–3 \| 35:36 – R. Ristolainen (M. Vainonen, H Haapala) \| \| \| 1–4 \| 56:48 – T. Teräväinen (PS) \| \| \| 1–5 \| 59:11 – T. Teräväinen (V. Pokka) (ENG) \| |             |                                                          |             | Játékvezetők: Timothy Mayer Marc Wiegand Vonalbírók: Andreas Kowert Eduard Metalnyikov |
| 30 perc | Büntetések  | 10 perc                                                  |             | Játékvezetők: Timothy Mayer Marc Wiegand Vonalbírók: Andreas Kowert Eduard Metalnyikov |
| 24 | Lövések     | 23                                                       |             | Játékvezetők: Timothy Mayer Marc Wiegand Vonalbírók: Andreas Kowert Eduard Metalnyikov |
| | 0–1         | 24:19 – J. Nikko (J. Honka)                              |             | Játékvezetők: Timothy Mayer Marc Wiegand Vonalbírók: Andreas Kowert Eduard Metalnyikov |
| | 0–2         | 26:10 – A. Lehkonen (S. Mäenalanen, T. Teräväinen) (PP1) |             | Játékvezetők: Timothy Mayer Marc Wiegand Vonalbírók: Andreas Kowert Eduard Metalnyikov |
| J. Drouin (C. Lazar) – 31:24 | 1–2         |                                                          |             | Játékvezetők: Timothy Mayer Marc Wiegand Vonalbírók: Andreas Kowert Eduard Metalnyikov |
| | 1–3         | 35:36 – R. Ristolainen (M. Vainonen, H Haapala)          |             |                                                                                        |
| | 1–4         | 56:48 – T. Teräväinen (PS)                               |             |                                                                                        |
| | 1–5         | 59:11 – T. Teräväinen (V. Pokka) (ENG)                   |             |                                                                                        |

#### Bronzmérkőzés
| 2014. január 5. 15:00 | Kanada | 1–2 (0–2, 0–0, 1–0) | Oroszország | Malmö Aréna Nézőszám: 10713 |

| Jegyzőkönyv | Jegyzőkönyv | Jegyzőkönyv                     | Jegyzőkönyv          | Jegyzőkönyv                                                                            |
| --- | ----------- | ------------------------------- | -------------------- | -------------------------------------------------------------------------------------- |
| | Zach Fucale | Kapusok                         | Andrej Vaszilevszkij | Játékvezetők: Tobias Björk Timothy Mayer Vonalbírók: Henrik Pihlblad Rudolf Tosenovjan |
| \| \| 0–1 \| 03:35 – M. Grigorenko (PP) \| \| \| 0–2 \| 14:38 – E. Gimatov (A. Mironov) \| \| J. Morrissey (C. Hudon, A. Pelech) – 47:10 \| 1–2 \| \| |             |                                 |                      | Játékvezetők: Tobias Björk Timothy Mayer Vonalbírók: Henrik Pihlblad Rudolf Tosenovjan |
| 10 perc | Büntetések  | 10 perc                         |                      | Játékvezetők: Tobias Björk Timothy Mayer Vonalbírók: Henrik Pihlblad Rudolf Tosenovjan |
| 31 | Lövések     | 32                              |                      | Játékvezetők: Tobias Björk Timothy Mayer Vonalbírók: Henrik Pihlblad Rudolf Tosenovjan |
| | 0–1         | 03:35 – M. Grigorenko (PP)      |                      | Játékvezetők: Tobias Björk Timothy Mayer Vonalbírók: Henrik Pihlblad Rudolf Tosenovjan |
| | 0–2         | 14:38 – E. Gimatov (A. Mironov) |                      | Játékvezetők: Tobias Björk Timothy Mayer Vonalbírók: Henrik Pihlblad Rudolf Tosenovjan |
| J. Morrissey (C. Hudon, A. Pelech) – 47:10 | 1–2         |                                 |                      | Játékvezetők: Tobias Björk Timothy Mayer Vonalbírók: Henrik Pihlblad Rudolf Tosenovjan |

#### Döntő
| 2014. január 5. 19:00 | Svédország | 2–3 (h.u.) (0–1, 1–1, 1–0) (h.u.: 0–1) | Finnország | Malmö Aréna Nézőszám: 12023 |

| Jegyzőkönyv | Jegyzőkönyv | Jegyzőkönyv                                        | Jegyzőkönyv | Jegyzőkönyv                                                                       |
| --- | ----------- | -------------------------------------------------- | ----------- | --------------------------------------------------------------------------------- |
| | Oscar Dansk | Kapusok                                            | Juuse Saros | Játékvezetők: Steve Papp Daniel Stricker Vonalbírók: Fraser McIntyre Peter Šefčík |
| \| \| 0–1 \| 00:28 – E. Lindell (S. Mäenalanen, T. Teräväinen) \| \| L. Wallmark (L. Bengtsson, C. Djoos) (PP1) – 27:53 \| 1–1 \| \| \| \| 1–2 \| 28:38 – S. Mäenalanen (T. Teräväinen, A. Lehkonen) \| \| C. Djoos (L. Wallmark, S. Collberg) (PP1) – 50:53 \| 2–2 \| \| \| \| 2–3 \| 69:42 R. Ristolainen (T. Teräväinen, M. Vainonen) \| |             |                                                    |             | Játékvezetők: Steve Papp Daniel Stricker Vonalbírók: Fraser McIntyre Peter Šefčík |
| 4 perc | Büntetések  | 12 perc                                            |             | Játékvezetők: Steve Papp Daniel Stricker Vonalbírók: Fraser McIntyre Peter Šefčík |
| 37 | Lövések     | 31                                                 |             | Játékvezetők: Steve Papp Daniel Stricker Vonalbírók: Fraser McIntyre Peter Šefčík |
| | 0–1         | 00:28 – E. Lindell (S. Mäenalanen, T. Teräväinen)  |             | Játékvezetők: Steve Papp Daniel Stricker Vonalbírók: Fraser McIntyre Peter Šefčík |
| L. Wallmark (L. Bengtsson, C. Djoos) (PP1) – 27:53 | 1–1         |                                                    |             | Játékvezetők: Steve Papp Daniel Stricker Vonalbírók: Fraser McIntyre Peter Šefčík |
| | 1–2         | 28:38 – S. Mäenalanen (T. Teräväinen, A. Lehkonen) |             | Játékvezetők: Steve Papp Daniel Stricker Vonalbírók: Fraser McIntyre Peter Šefčík |
| C. Djoos (L. Wallmark, S. Collberg) (PP1) – 50:53 | 2–2         |                                                    |             |                                                                                   |
| | 2–3         | 69:42 R. Ristolainen (T. Teräväinen, M. Vainonen)  |             |                                                                                   |

### Statisztikák

#### Pontkirályok
| Helyezés | Játékos           | Ország      | M | G | A  | P  | +/- | BP |
| -------- | ----------------- | ----------- | - | - | -- | -- | --- | -- |
| 1        | Teuvo Teräväinen  | Finnország  | 7 | 2 | 13 | 15 | +11 | 2  |
| 2        | Filip Forsberg    | Svédország  | 7 | 4 | 8  | 12 | +3  | 2  |
| 3        | Saku Mäenalanen   | Finnország  | 7 | 7 | 4  | 11 | +9  | 0  |
| 4        | Anthony Mantha    | Kanada      | 7 | 5 | 6  | 11 | +6  | 0  |
| 5        | Martin Réway      | Szlovákia   | 5 | 4 | 6  | 10 | 0   | 4  |
| 6        | Dávid Gríger      | Szlovákia   | 5 | 3 | 7  | 10 | +1  | 0  |
| 7        | Jonathan Drouin   | Kanada      | 7 | 3 | 6  | 9  | +5  | 24 |
| 8        | Elias Lindholm    | Svédország  | 6 | 2 | 7  | 9  | –1  | 6  |
| 9        | Mihail Grigorenko | Oroszország | 7 | 5 | 3  | 8  | +6  | 0  |
| 10       | Milan Kolena      | Szlovákia   | 5 | 4 | 4  | 8  | –1  | 6  |

Forrás: IIHF.com

#### Legjobb kapusok
(legalább 40% időt töltött a jégen a csapat mérkőzésein)
| Helyezés | Játékos               | Ország      | JI     | G  | GA   | V%    | GN |
| -------- | --------------------- | ----------- | ------ | -- | ---- | ----- | -- |
| 1        | Juuse Saros           | Finnország  | 344:53 | 9  | 1.57 | 94.30 | 0  |
| 2        | Andrej Vasziljevszkij | Oroszország | 327:50 | 10 | 1.83 | 93.33 | 0  |
| 3        | Oscar Dansk           | Svédország  | 369:42 | 11 | 1.79 | 92.86 | 1  |
| 4        | Joachim Svendsen      | Norvégia    | 318:01 | 16 | 3.02 | 91.53 | 1  |
| 5        | Marek Langhamer       | Csehország  | 243:47 | 12 | 2.95 | 90.62 | 0  |

Forrás: IIHF.com

### Díjak
Legjobb játékos
- Filip Forsberg

All-star csapat (a média szerint)
- Kapus:  Juuse Saros
- Védő:  Nyikita Zadorov,  Rasmus Ristolainen
- Támadó:  Anthony Mantha,  Teuvo Teräväinen,  Filip Forsberg

IIHF legjobb játékos díj
- Kapus:  Oscar Dansk
- Védő:  Rasmus Ristolainen
- Támadó:  Filip Forsberg

### Végeredmény
|     | Nemzet           |
| --- | ---------------- |
| 1   | Finnország       |
| 2   | Svédország       |
| 3   | Oroszország      |
| 4.  | Kanada           |
| 5.  | Egyesült Államok |
| 6.  | Csehország       |
| 7.  | Svájc            |
| 8.  | Szlovákia        |
| 9.  | Németország      |
| 10. | Norvégia         |

## Divízió I

### A csoport
Az A csoport mérkőzéseit a lengyelországi Sanokban (Arena Sanok) játszották, 2013. december 15-től 21-ig.
Résztvevők
- Lettország – 2013-ban kiesett a Főcsoportból
- Fehéroroszország – 2013-ban a második helyen végzett
- Dánia – 2013-ban a harmadik helyen végzett
- Szlovénia – 2013-ban a negyedik helyen végzett
- Ausztrália – 2013-ban az ötödik helyen végzett
- Lengyelország – 2013-ban feljutott a Divízió I B csoportjából

Helyezések
| Jelmagyarázat                            |
| ---------------------------------------- |
| A csapat feljutott a Főcsoportba         |
| A csapat kiesett a Divízió I B csoportba |

| Nemzet           | M | Gy | HGy | HV | V | G+ | G- | Gk  | P  |
| ---------------- | - | -- | --- | -- | - | -- | -- | --- | -- |
| Dánia            | 5 | 5  | 0   | 0  | 0 | 20 | 10 | +10 | 15 |
| Lettország       | 5 | 4  | 0   | 0  | 1 | 23 | 7  | +16 | 12 |
| Fehéroroszország | 5 | 3  | 0   | 0  | 2 | 23 | 14 | +9  | 9  |
| Ausztrália       | 5 | 2  | 0   | 0  | 3 | 10 | 14 | –4  | 6  |
| Szlovénia        | 5 | 0  | 1   | 0  | 4 | 11 | 28 | –17 | 2  |
| Lengyelország    | 5 | 0  | 0   | 1  | 4 | 6  | 20 | –14 | 1  |

### B csoport
A B csoport mérkőzéseit a skóciai Dumfriesban (Dumfries Ice Bowl) játszották, 2013. december 9. és 15. között.
Résztvevők
- Franciaország – 2013-ban kiesett a Divízió I A csoportjából
- Kazahsztán – 2013-ban a második helyen végzett
- Olaszország – 2013-ban a harmadik helyen végzett
- Ukrajna – 2013-ban a negyedik helyen végzett
- Nagy-Britannia – 2013-ban az ötödik helyen végzett
- Japán – 2013-ban feljutott a Divízió II A csoportjából

Helyezések
| Jelmagyarázat                              |
| ------------------------------------------ |
| A csapat feljutott a Divízió I A csoportba |
| A csapat kiesett a Divízió II A csoportba  |

| Nemzet         | M | Gy | HGy | HV | V | G+ | G- | Gk  | P  |
| -------------- | - | -- | --- | -- | - | -- | -- | --- | -- |
| Olaszország    | 5 | 3  | 2   | 0  | 0 | 20 | 14 | +6  | 13 |
| Kazahsztán     | 5 | 4  | 0   | 0  | 1 | 28 | 16 | +12 | 12 |
| Franciaország  | 5 | 2  | 0   | 2  | 1 | 15 | 16 | –1  | 8  |
| Ukrajna        | 5 | 2  | 0   | 0  | 3 | 11 | 15 | –4  | 6  |
| Nagy-Britannia | 5 | 1  | 1   | 1  | 2 | 13 | 20 | –7  | 6  |
| Japán          | 5 | 0  | 0   | 0  | 5 | 17 | 23 | –6  | 0  |

## Divízió II

### A csoport
Az A csoport mérkőzéseit Miskolcon (Miskolci Jégcsarnok) játszották, 2013. december 15-től 21-ig.
Résztvevők
- Horvátország – 2013-ban kiesett a Divízió I B csoportból
- Magyarország – 2013-ban a második helyen végzett
- Románia – 2013-ban a harmadik helyen végzett
- Hollandia – 2013-ban a negyedik helyen végzett
- Litvánia – 2013-ban az ötödik helyen végzett
- Észtország – 2013-ban feljutott a Divízió II B csoportjából

Helyezések
| Jelmagyarázat                              |
| ------------------------------------------ |
| A csapat feljutott a Divízió I B csoportba |
| A csapat kiesett a Divízió II B csoportba  |

| Nemzet       | M | Gy | HGy | HV | V | G+ | G- | Gk  | P  |
| ------------ | - | -- | --- | -- | - | -- | -- | --- | -- |
| Magyarország | 5 | 5  | 0   | 0  | 0 | 34 | 7  | +27 | 15 |
| Litvánia     | 5 | 3  | 1   | 0  | 1 | 21 | 14 | +7  | 11 |
| Hollandia    | 5 | 3  | 0   | 1  | 1 | 22 | 18 | +4  | 10 |
| Észtország   | 5 | 2  | 0   | 0  | 3 | 11 | 19 | –8  | 6  |
| Románia      | 5 | 1  | 0   | 0  | 4 | 8  | 20 | –12 | 3  |
| Horvátország | 5 | 0  | 0   | 0  | 5 | 8  | 26 | –18 | 0  |

### B csoport
A B csoport mérkőzéseit a spanyolországi Jacában játsszák majd, 2014. január 11. és 17. között.
Résztvevők
- Spanyolország – 2013-ban kiesett a Divízió II A csoportból
- Dél-Korea – 2013-ban a második helyen végzett
- Szerbia – 2013-ban a harmadik helyen végzett
- Ausztrália – 2013-ban a negyedik helyen végzett
- Izland – 2013-ban az ötödik helyen végzett
- Kína – 2013-ban feljutott a Divízió III-ból

Helyezések
| Jelmagyarázat                               |
| ------------------------------------------- |
| A csapat feljutott a Divízió II A csoportba |
| A csapat kiesett a Divízió III-ba           |

| Nemzet        | M | Gy | HGy | HV | V | G+ | G- | Gk | P |
| ------------- | - | -- | --- | -- | - | -- | -- | -- | - |
| Ausztrália    | 0 | 0  | 0   | 0  | 0 | 0  | 0  | 0  | 0 |
| Kína          | 0 | 0  | 0   | 0  | 0 | 0  | 0  | 0  | 0 |
| Izland        | 0 | 0  | 0   | 0  | 0 | 0  | 0  | 0  | 0 |
| Szerbia       | 0 | 0  | 0   | 0  | 0 | 0  | 0  | 0  | 0 |
| Dél-Korea     | 0 | 0  | 0   | 0  | 0 | 0  | 0  | 0  | 0 |
| Spanyolország | 0 | 0  | 0   | 0  | 0 | 0  | 0  | 0  | 0 |

## Divízió III
A Divízió III meccseit 2014. január 12. és 18. között játsszák majd a törökországi İzmirben.
Résztvevők
- Belgium – 2013-ban kiesett a Divízió II B csoportból
- Bulgária – 2013-ban a második helyen végzett
- Új-Zéland – 2013-ban a harmadik helyen végzett
- Mexikó – 2013-ban a negyedik helyen végzett
- Törökország – 2013-ban az ötödik helyen végzett
- Dél-afrikai Köztársaság

| Jelmagyarázat                               |
| ------------------------------------------- |
| A csapat feljutott a Divízió II B csoportba |

| Nemzet                  | M | Gy | HGy | HV | V | G+ | G- | Gk | P |
| ----------------------- | - | -- | --- | -- | - | -- | -- | -- | - |
| Belgium                 | 0 | 0  | 0   | 0  | 0 | 0  | 0  | 0  | 0 |
| Bulgária                | 0 | 0  | 0   | 0  | 0 | 0  | 0  | 0  | 0 |
| Mexikó                  | 0 | 0  | 0   | 0  | 0 | 0  | 0  | 0  | 0 |
| Új-Zéland               | 0 | 0  | 0   | 0  | 0 | 0  | 0  | 0  | 0 |
| Dél-afrikai Köztársaság | 0 | 0  | 0   | 0  | 0 | 0  | 0  | 0  | 0 |
| Törökország             | 0 | 0  | 0   | 0  | 0 | 0  | 0  | 0  | 0 |